# Hrobka Sporcků a Swéerts-Sporcků
Hrobka Sporcků a Swéerts-Sporcků, také Šporkovská hrobka, případně Sporckovká hrobka je pohřebiště hraběcích rodů Sporcků a Swéerts-Sporcků v kryptě pod kostelem Nejsvětější Trojice v hospitálu Kuks v okrese Trutnov. Nechal ji postavit František Antonín Sporck. Pohřbívat se v ní začalo v roce 1712, k poslednímu uložení ostatků došlo v roce 1993. Hrobka, která je ve vlastnictví státu a spravuje ji Národní památkový ústav, je zpřístupněna veřejnosti. Hospitál Kuks, jehož je hrobka součástí, je chráněn jako národní kulturní památka.

## Historie

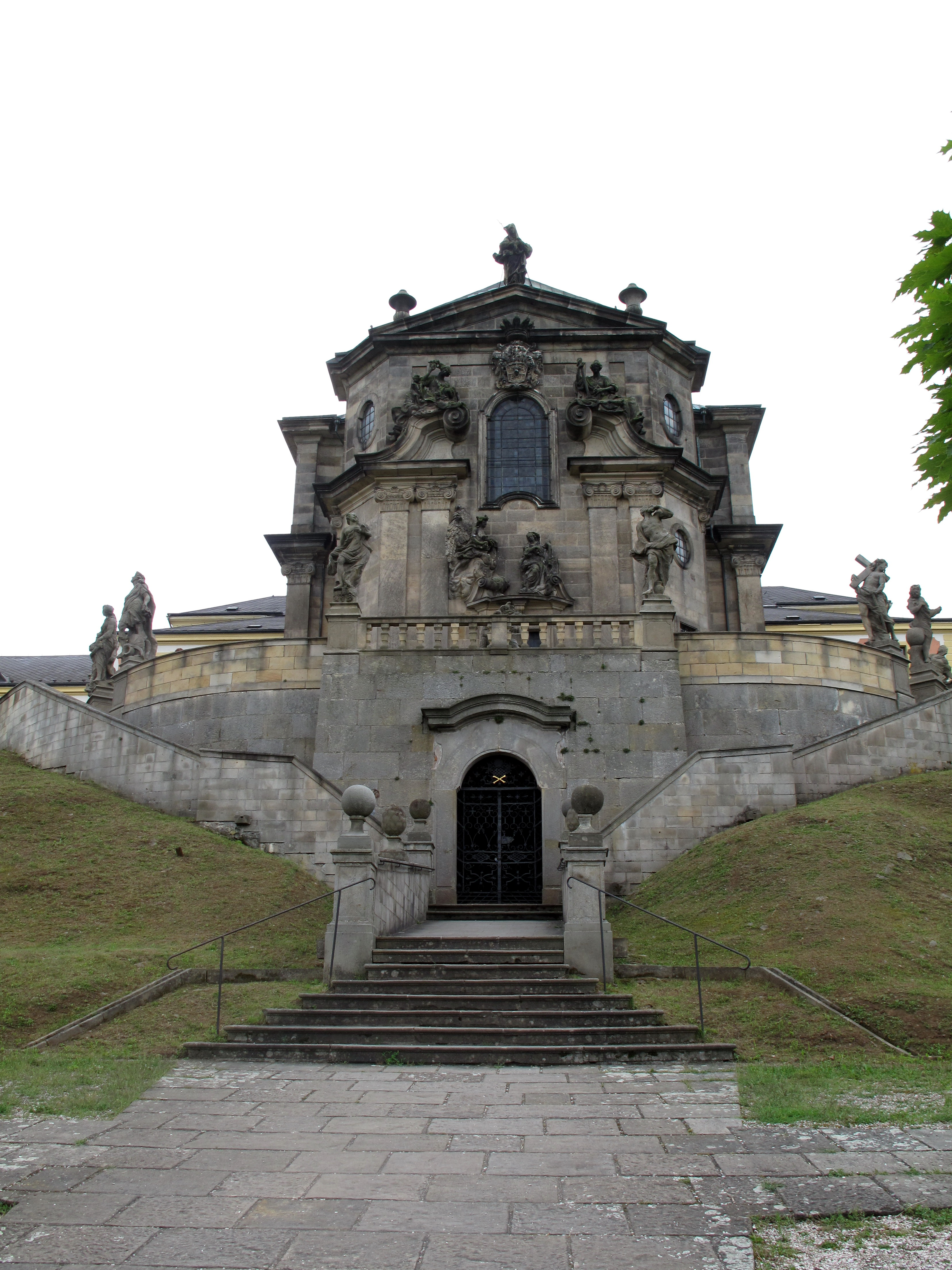
Vstup do hrobky

Hospital Kuks s kostelem a hrobkou se nachází na bývalém panství Choustníkovo Hradiště, které zakoupil Jan Sporck († 1679) od Leopolda Viléma Bádenského (1626–1671) v roce 1664 za 66 tisíc zlatých. Janův syn František Antonín (1662–1738) nechal na levém břehu Labe postavit budovu lázní, kterou využíval také jako své sídlo, a na protější straně zaopatřovací ústav pro vojenské veterány – hospitál. Součástí hospitálu byl kostel Nejsvětější Trojice a pod ním rodinná hrobka. Kostel byl postaven v letech 1707–1715. Přestože byl kostel vysvěcen až v roce 1717, první pohřeb se konal v roce 1712, kdy sem byly převezeny ostatky otce zakladatele hospitálu.
Na stavbě kostela, v jehož podzemí se hrobka nachází, pracoval italský stavitel Giovanni Battista Alliprandi, zednický mistr Petr Netola a kameník Petr Antonín della Torre. Od roku 1743 spravovali špitál a pečovali o potřebné milosrdní bratři. Dědicové Františka Antonína Sporcka se do hospitálu přestěhovali v polovině 18. století.

## Architektura a vnitřní vybavení

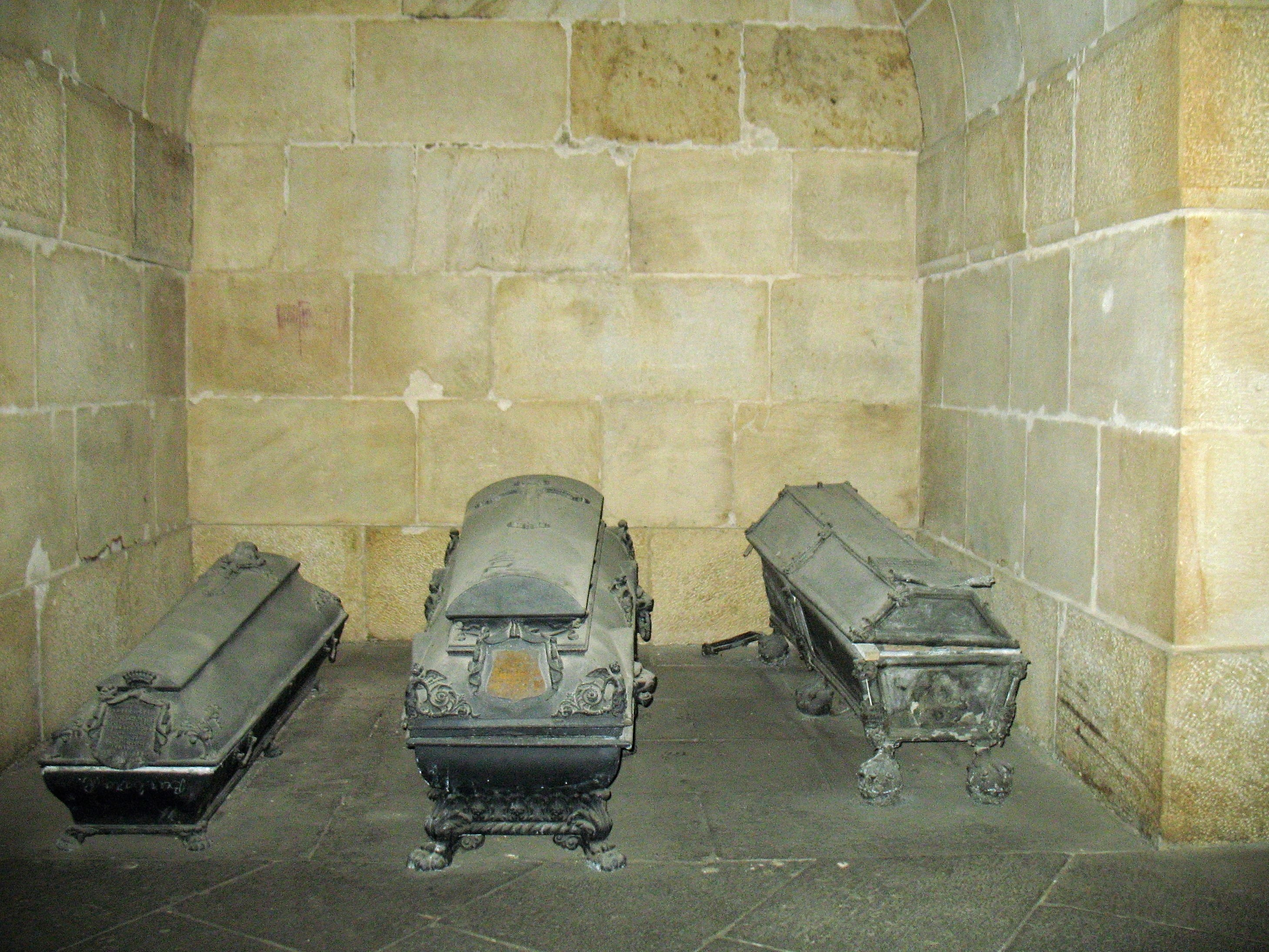
Interiér

Jak bylo v baroku módní, byl komplex koncipován podél centrální osy tak, aby měl František Antonín Sporck výhled ze své rezidence na levém břehu Labe přímo do krypty na svítící věčné světlo. Krypta se rozkládá pod celou plochou kostela. Má tedy stejný osmiboký půdorys s výklenky. Je vystavěna z mohutných neomítnutých pískovcových kvádrů a centrálně zaklenuta. 
Do krypty lze sejít z kostela po čtyřiceti točitých schodech. Hlavní vchod do hrobky je ovšem dlouhou chodbou pod terasou. Protože je hrobka zbudována ve svahu, zvláštností je, že se do krypty neschází, nýbrž po několika schodech vystupuje vzhůru.  
Proti vchodu v ose krypty se tyčí dřevěný kříž se sochou ukřižovaného Krista od Matyáše Bernarda Brauna z roku 1725 nebo 1726. Jedná se o jedinou Braunovu dřevořezbu v Kuksu. Kamennou oltářní mensu zdobí reliéf Vzkříšení Páně. Po stranách tabernáklu jsou dva truchlící andílci s lebkami. Pocházejí z Braunovy dílny.  
Před oltářem stávaly dvě řady lavic, do nichž usedali účastníci pravidelných bohoslužeb. V souladu s ustanovením nadační listiny se zde denně v 9 hodin sloužívala mše za zakladatele hospitálu. 
Za oltářem je oddělená prostora, v níž je uložena většina rakví. Uprostřed krypty je umístěna lucerna s věčným světlem.

### Sarkofágy a rakve

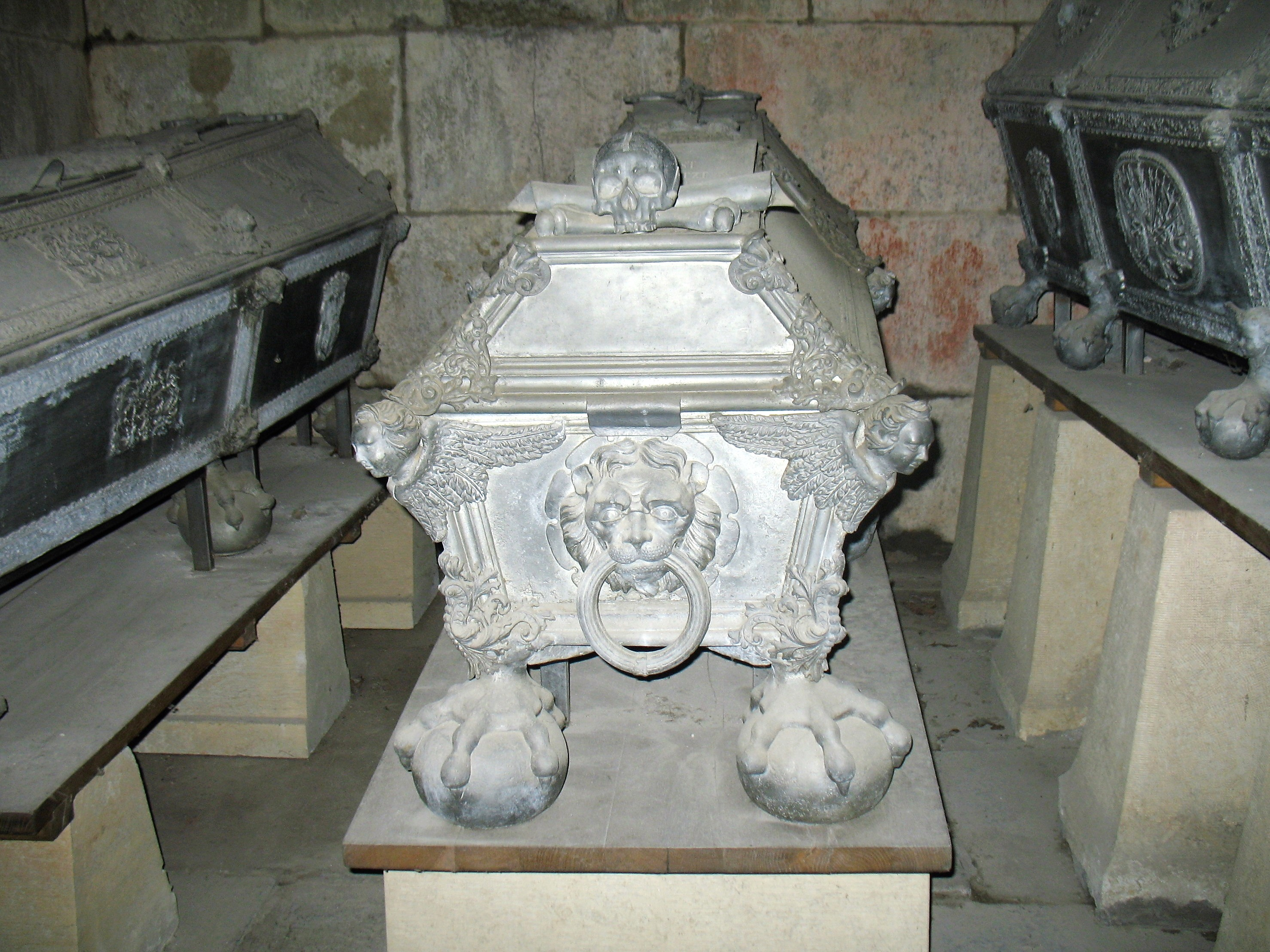
Rakev s ostatky Františka Antonína Sporcka, nejslavnějšího představitele rodu

V kryptě se nachází dvě desítky převážně cínových rakví, v nichž jsou vloženy ještě dřevěné rakve s ostatky. Na rakvi je obvykle erb, krucifix, lebka a cínová tabulka s latinským či německým textem identifikujícím pohřbeného. Nechybí ani signatura mistrovské dílny, která rakev vyrobila. 
Pohřební schránka Františka Antonína Sporcka se skládá ze dvou vrstev – vnějšího cínovévo sarkofágu a vnitřní dubové rakve, která je v oblasti hlavy na horní a obou bočních stranách opatřena prosklenými okénky. Na sarkofágu je nápis SporCkIVs hoC sItVs est bVsto. LaCrIMare VIator: nVnC LVgent CharItes, reLLIgIo, pIetas, to je ve volném českém překladu Sporck v tomto jest pochován hrobě. Plač, poutníče! Nyní truchlejí charitky, náboženství, dobrotivost. Chronogram C+I+V+C+I+V+V+L+C+I+M+V+I+V+C+L+V+C+I+L+L+I+I+I udává součet 1738, kdy Sporck zemřel.

## Seznam pohřbených
V hrobce bylo pohřbeno dvacet dva jedinců z obou zmíněných šlechtických rodů, jedna rodinná přítelkyně a jedna příbuzensky blíže neurčená osoba. Mnoho dalších Sporcků a Swéerts-Sporcků bylo pohřběno v jiných pohřebištích, např. na hřbitově v Krnsku.

### Chronologicky podle data úmrtí

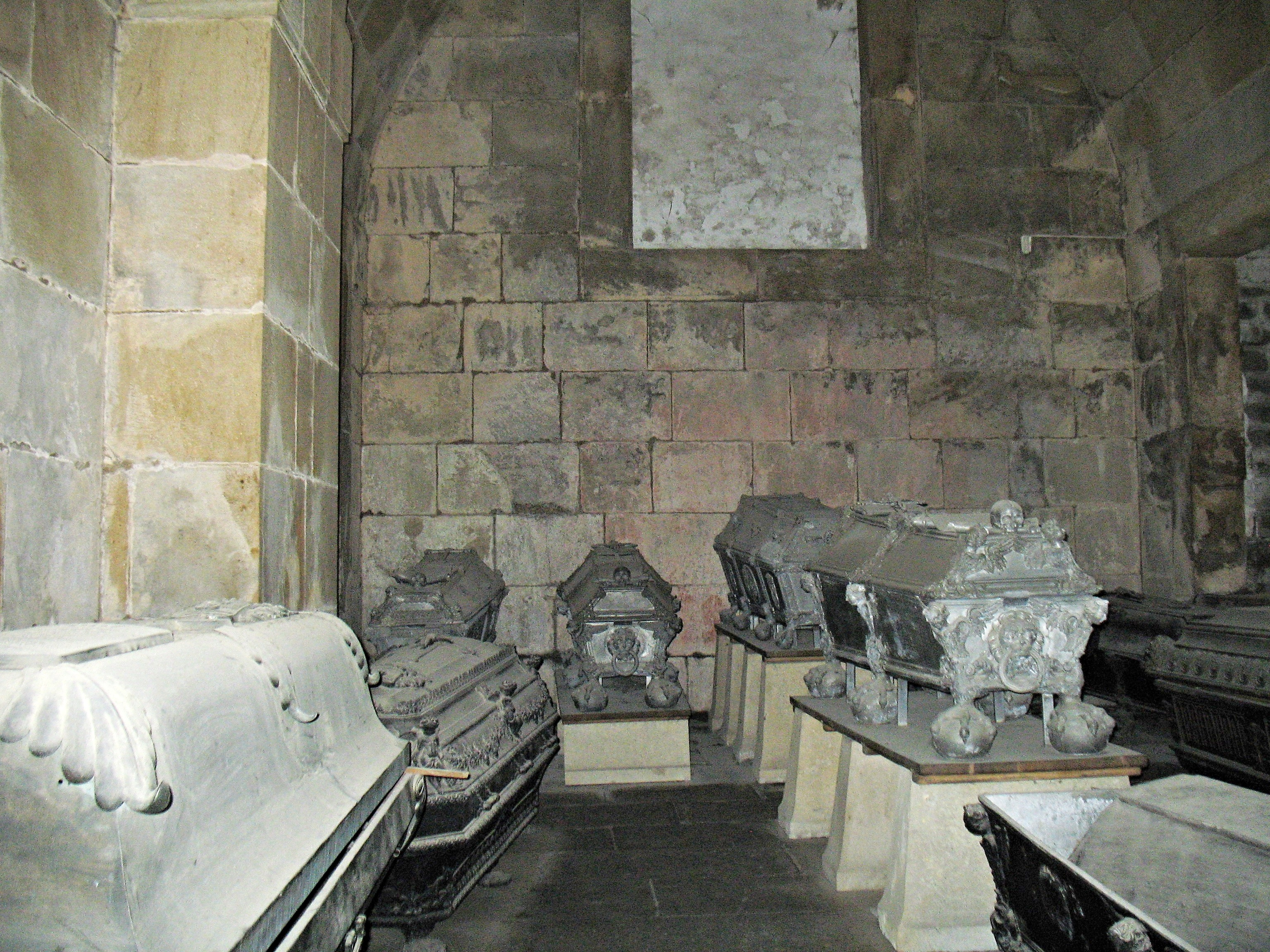
Interiér

V tabulce jsou uvedeny základní informace o pohřbených. Červeně jsou vyznačeni příslušníci rodu Sporcků, fialově Swéertsů a Swéerts-Sporcků, žlutě jsou vyznačeni přiženění manželé nebo přivdané manželky z jiných rodů, pokud zde byli pohřbeni. Modře jsou vyznačeny osoby, které nebyly příbuzné nebo není příbuzenství dostatečně prokázáno, navíc mají speciální číslování. Zeleně jsou vyznačeny osoby, které byly původně pohřbeny jinde. 
Rod Sporcků pocházel z Vestfálska v severním Německu. Jan (Johann) Sporck († 1679), od kterého jsou počítány generace, se díky svým vojenským schopnostem vypracoval ze sedláka na hraběte. Swéertsové byli stará bruselská patricijská rodina. František Jan ze Swéerts-Reistu (1613–1700), od kterého jsou počítány generace, byl v roce 1653 povýšen do panského stavu. Jeho syn František Karel Rudolfa ze Swéerts-Reistu (1688–1757) byl v roce 1718 svým tchánem Františkem Antonínem Sporckem (1662–1738) přijat jako adoptivní syn a v témže roce získal hraběcí titul, zároveň došlo k rozšíření rodového jména do podoby Swéerts-Sporck (von Swéerts und von Sporck, respektive Swéerts-Sporck von Reist). Plná titulatura byla hrabě Swéerts-Sporck, svobodný pán z Reistu, Laakenu a Blauenthurnu. Syny Jana Františka Kristiána Swéerts-Sporcka (1729–1802) se rod rozdělil na primogenituru (Filip Benicius (1753–1809)), která však v další generaci vymřela, a na sekundogenituru (Josef František (1756–1823)).
U manželek je generace v závorce a týká se generace manžela. Děti jsou vypsány v poznámce u matky, avšak pokud byla matka pohřbena jinde, jsou děti uvedeny v poznámce u otce.
| Po-řadí | Gene-race                  | Jméno pohřbeného                                         | Datum a místo narození                                          | Otec                                                                         | Datum a místo sňatku, choť                                                               | Pohřeb a uložení do hrobky | Poznámky |
| Po-řadí | Gene-race                  | Jméno pohřbeného                                         | Datum a místo úmrtí                                             | Matka                                                                        | Datum a místo sňatku, choť                                                               | Pohřeb a uložení do hrobky | Poznámky |
| ------- | -------------------------- | -------------------------------------------------------- | --------------------------------------------------------------- | ---------------------------------------------------------------------------- | ---------------------------------------------------------------------------------------- | --- | --- |
| 1.      | (1.)                       | Eleonora Marie Kateřina z Finecku                        | 1639 nebo 1640 Meklenbursko                                     |                                                                              | 1641: Jan Sporck (č. 2)                                                                  | Zemřela a byla pochována ve Francii. Po roce 1680 František Antonín přivezl její lebku do Prahy a několik let ji měl uloženou v ložnici svého paláce. Později byla uložena ve speciální prosklené skříňce do rodinné hrobky. | Pouze lebka. Původně byla luteránského vyznání, před sňatkem konvertovala ke katolické víře. Doprovázela manžela při válečném tažení do Francie. Narodily se jí čtyři děti: - 1. Marie Sabina, provd. ze Swéerts-Reistu (1661–1717) - 2. František Antonín (1662–1738; č. ) - 3. Ferdinand Leopold (1664–1711), pokračovatel rodu, dědic Heřmanova Městce - 4. Anna Kateřina, provd. ze Schaffgotsche, poté Vrábská a nakonec z Daunu (1669–1712)                                                                   |
| 1.      | (1.)                       | Eleonora Marie Kateřina z Finecku                        | 2 9. 1674                                                       |                                                                              | 1641: Jan Sporck (č. 2)                                                                  | Zemřela a byla pochována ve Francii. Po roce 1680 František Antonín přivezl její lebku do Prahy a několik let ji měl uloženou v ložnici svého paláce. Později byla uložena ve speciální prosklené skříňce do rodinné hrobky. | Pouze lebka. Původně byla luteránského vyznání, před sňatkem konvertovala ke katolické víře. Doprovázela manžela při válečném tažení do Francie. Narodily se jí čtyři děti: - 1. Marie Sabina, provd. ze Swéerts-Reistu (1661–1717) - 2. František Antonín (1662–1738; č. ) - 3. Ferdinand Leopold (1664–1711), pokračovatel rodu, dědic Heřmanova Městce - 4. Anna Kateřina, provd. ze Schaffgotsche, poté Vrábská a nakonec z Daunu (1669–1712)                                                                   |
| 2.      | 1.                         | Jan Sporck                                               | 1595 či 1597 Westerloh, Delbrück nebo 6. 1. 1600                | František Nolte Sporck                                                       | I. 1641: Anna Markéta z Linsingenu † 1659                                                | Pohřben v kostele sv. Jana Křtitele v Lysé nad Labem, který zanikl v 19. století. Dne 4. 4. 1712 ostatky přeneseny do Kuksu.                                                                                                 | Zakladatel rodu. Generál. Narodil se jako sedlák, za své vojenské úspěchy povýšen na svobodného pána (1647) a na říšského hraběte (1664). V roce 1666 byl hraběcí titul potvrzen i pro Čechy. V roce 1648 získal český inkolát. Majitel panství a zámků v Lysá nad Labem, Konojedy, Heřmanův Městec, Morašice, Choustníkovo Hradiště, Vřešťov, Malešov a Hořiněves. V prvním manželství se narodila jedna dcera, provd. Colonnová z Felsu.                                                                          |
| 2.      | 1.                         | Jan Sporck                                               | 6. 8. 1679 Heřmanův Městec                                      |                                                                              | II. Eleonora Marie Kateřina z Finecku (č. 1)                                             | Pohřben v kostele sv. Jana Křtitele v Lysé nad Labem, který zanikl v 19. století. Dne 4. 4. 1712 ostatky přeneseny do Kuksu.                                                                                                 | Zakladatel rodu. Generál. Narodil se jako sedlák, za své vojenské úspěchy povýšen na svobodného pána (1647) a na říšského hraběte (1664). V roce 1666 byl hraběcí titul potvrzen i pro Čechy. V roce 1648 získal český inkolát. Majitel panství a zámků v Lysá nad Labem, Konojedy, Heřmanův Městec, Morašice, Choustníkovo Hradiště, Vřešťov, Malešov a Hořiněves. V prvním manželství se narodila jedna dcera, provd. Colonnová z Felsu.                                                                          |
| 3.      | 3.                         | Jan František Antonín Sporck                             | 1689                                                            | Ferdinand Leopold Sporck 13. 11. 1674 – 1711                                 | Marie Zuzana Talackovna z Ještětic                                                       | | Synovec Františka Antonína Sporcka. Majitel části hořiněveského panství. |
| 3.      | 3.                         | Jan František Antonín Sporck                             | 20. 6. 1714                                                     | Apolonie Rosálie Wratislavová z Mitrowicz † 1747                             | Marie Zuzana Talackovna z Ještětic                                                       | | Synovec Františka Antonína Sporcka. Majitel části hořiněveského panství. |
| x716.   |                            | Agnes Tarnowska z Tarnowa                                | 1626                                                            |                                                                              |                                                                                          | | Liliputka, která měřila asi 120 centimetrů. Nepocházela z rodu Sporcků, ani ze spřízněného rodu. Odhalila spiknutí proti generálovi Janovi. |
| x716.   | 1716                       | Agnes Tarnowska z Tarnowa                                |                                                                 |                                                                              |                                                                                          | | Liliputka, která měřila asi 120 centimetrů. Nepocházela z rodu Sporcků, ani ze spřízněného rodu. Odhalila spiknutí proti generálovi Janovi. |
| 4.      | 3.                         | Eleonora Františka Sporcková – S. Marie Aloisie Kajetána | 13. 7. 1687                                                     | František Antonín Sporck (č. 6)                                              |                                                                                          | | Představená kláštera sester anunciátek – celestinek Zvěstování Panny Marie, který v Choustníkově Hradišti založil její otec. |
| 4.      | 3.                         | Eleonora Františka Sporcková – S. Marie Aloisie Kajetána | 29. 1. 1717                                                     | Františka Apolonie ze Swéerts-Reistu (č. 5)                                  |                                                                                          | | Představená kláštera sester anunciátek – celestinek Zvěstování Panny Marie, který v Choustníkově Hradišti založil její otec. |
| x718.   |                            | Johanna Adriana z Fremy                                  | 1673                                                            |                                                                              | NN Kuntz z Freyenthurnu                                                                  | | |
| x718.   | 16. 1. 1718 Lysá nad Labem | Johanna Adriana z Fremy                                  |                                                                 |                                                                              | NN Kuntz z Freyenthurnu                                                                  | | |
| 5.      | 2./(2.)                    | Františka Apolonie ze Swéerts-Reistu                     | 1667                                                            |                                                                              | 1686 nebo 1687: František Antonín Sporck (č. 6)                                          | | Narodily se jí následující děti: - 1. Eleonora Františka (1687–1717; č. 4), představená celestýnek v Choustníkově Hradišti - 2. Anna Kateřina, provd. Swéerts (1689–1754; pohřbena v kostele Nanebevzetí Panny Marie v Konojedech), univerzální dědička - 3. Jan Josef (1691–?) - 4. Jan František (*/† 1699) |
| 5.      | 2./(2.)                    | Františka Apolonie ze Swéerts-Reistu                     | 22. 4. 1726                                                     |                                                                              | 1686 nebo 1687: František Antonín Sporck (č. 6)                                          | | Narodily se jí následující děti: - 1. Eleonora Františka (1687–1717; č. 4), představená celestýnek v Choustníkově Hradišti - 2. Anna Kateřina, provd. Swéerts (1689–1754; pohřbena v kostele Nanebevzetí Panny Marie v Konojedech), univerzální dědička - 3. Jan Josef (1691–?) - 4. Jan František (*/† 1699) |
| 6.      | 2.                         | František Antonín Sporck                                 | 9. 3. 1662 Lysá nad Labem                                       | Jan Sporck (č. 2)                                                            | I. neznámá                                                                               | Pohřben ve své kryptě v hospitálu Kuks. | Zakladatel hospitálu Kuks s rodovou hrobkou. Královský místodržící (1690) a skutečný tajný rada (1692). Majitel panství a statků Lysá nad Labem, Konojedy, Malešov (1679–1699), Choustníkovo Hradiště, Kuks, Korotice, Ostrov (1679–1696). Zakladatel loveckého zámečku Bon Repos (1717). V roce 1695 založil v Čechách Řád svatého Huberta. V Lysé zřídil knihtiskárnu. |
| 6.      | 2.                         | František Antonín Sporck                                 | 30. 3. 1738 Lysá nad Labem                                      |                                                                              | II. 1687: Františka Apollonie ze Swéerts-Reistu (č. 5)                                   | Pohřben ve své kryptě v hospitálu Kuks. | Zakladatel hospitálu Kuks s rodovou hrobkou. Královský místodržící (1690) a skutečný tajný rada (1692). Majitel panství a statků Lysá nad Labem, Konojedy, Malešov (1679–1699), Choustníkovo Hradiště, Kuks, Korotice, Ostrov (1679–1696). Zakladatel loveckého zámečku Bon Repos (1717). V roce 1695 založil v Čechách Řád svatého Huberta. V Lysé zřídil knihtiskárnu. |
| 7.      | 6.                         | Filip Swéerts-Sporck                                     | 17. 12. 1807 Krakov                                             | Filip Benicius Swéerts-Sporck 30. 9. 1753 Lysá nad Labem – 4. 4. 1809 Krakov |                                                                                          | Původně pohřben 6. 7. 1817 v Lysé nad Labem v hraběcí hrobce na novém hřbitově za školou. Ostatky byly 15. 11. 1852 exhumovány a převezeny 16. 11. 1852 do hrobky v Kuksu.                                                   | Zemřel ve věku 10 let na spálu, která přešla v břišní tyfus. |
| 7.      | 6.                         | Filip Swéerts-Sporck                                     | 4. 7. 1817 Lysá nad Labem                                       | Aloisie z Pötting-Persingu (č. 8)                                            |                                                                                          | Původně pohřben 6. 7. 1817 v Lysé nad Labem v hraběcí hrobce na novém hřbitově za školou. Ostatky byly 15. 11. 1852 exhumovány a převezeny 16. 11. 1852 do hrobky v Kuksu.                                                   | Zemřel ve věku 10 let na spálu, která přešla v břišní tyfus. |
| 8.      | (5.)                       | Aloisie z Pötting-Persingu                               | 12. 8. 1776 Praha                                               |                                                                              | I. Wratislav z Mitrowicz                                                                 | Původně pohřbena ?. 12. 1825 v Lysé nad Labem v hraběcí hrobce na novém hřbitově za školou. Ostatky byly 15. 11. 1852 exhumovány a převezeny 16. 11. 1852 do hrobky v Kuksu.                                                 | Dáma Řádu hvězdového kříže a palácová dáma. Zemřela následkem opakovaných mozkových mrtvic Narodily se jí následující děti: - 1. Filipína, provd. z Morzinu (1806–1834) - 2. Filip (1807–1817; č. 7) - 3. Barbora, provd. z Rothkirch-Panthenu (1809–1873; č. 13), dvojče - 4. Josef (1809–1848; č. 9), dvojče |
| 8.      | (5.)                       | Aloisie z Pötting-Persingu                               | 12. 12. 1825 Lysá nad Labem                                     |                                                                              | II. Filip Benicius Swéerts-Sporck 30. 9. 1753 Lysá nad Labem – 4. 4. 1809 Krakov         | Původně pohřbena ?. 12. 1825 v Lysé nad Labem v hraběcí hrobce na novém hřbitově za školou. Ostatky byly 15. 11. 1852 exhumovány a převezeny 16. 11. 1852 do hrobky v Kuksu.                                                 | Dáma Řádu hvězdového kříže a palácová dáma. Zemřela následkem opakovaných mozkových mrtvic Narodily se jí následující děti: - 1. Filipína, provd. z Morzinu (1806–1834) - 2. Filip (1807–1817; č. 7) - 3. Barbora, provd. z Rothkirch-Panthenu (1809–1873; č. 13), dvojče - 4. Josef (1809–1848; č. 9), dvojče |
| 9.      | 6.                         | Josef Swéerts-Sporck (primogenitura)                     | 10. 2. 1809 Krakov                                              | Filip Benicius Swéerts-Sporck 30. 9. 1753 Lysá nad Labem – 4. 4. 1809 Krakov | 22. 8. 1846 Praha-Nové Město: Adéla z Puteani 27. 3. 1823 Praha – 28. 11. 1904 Průhonice | Vykropen 15. 11. 1848 v Liberci. | Hlava rodu (1845–1848). C. k. komoří a rytmistr. Majitel panství Lysá nad Labem. Zemřel ve věku 39 let na ochrnutí mozku. Narodily se mu dvě dcery: - 1. Gabriela Aloisie (1847–1884; pohřbena v kostele Zvěstování Panny Marie v Praze), zakladatelka kláštera benediktinek sv. Gabriela na Smíchově v Praze - 2. Josefa Barbora, provd. Chotková z Chotkova a Vojnína (1848–1924; pohřbena v rodinné hrobce Chotků v Nových Dvorech) Manželka byla pohřbena v kostele Zvěstování Panny Marie na Smíchově v Praze. |
| 9.      | 6.                         | Josef Swéerts-Sporck (primogenitura)                     | 12. 11. 1848 Liberec-Kristiánov                                 | Aloisie z Pötting-Persingu (č. 8)                                            | 22. 8. 1846 Praha-Nové Město: Adéla z Puteani 27. 3. 1823 Praha – 28. 11. 1904 Průhonice | Vykropen 15. 11. 1848 v Liberci. | Hlava rodu (1845–1848). C. k. komoří a rytmistr. Majitel panství Lysá nad Labem. Zemřel ve věku 39 let na ochrnutí mozku. Narodily se mu dvě dcery: - 1. Gabriela Aloisie (1847–1884; pohřbena v kostele Zvěstování Panny Marie v Praze), zakladatelka kláštera benediktinek sv. Gabriela na Smíchově v Praze - 2. Josefa Barbora, provd. Chotková z Chotkova a Vojnína (1848–1924; pohřbena v rodinné hrobce Chotků v Nových Dvorech) Manželka byla pohřbena v kostele Zvěstování Panny Marie na Smíchově v Praze. |
| 10.     | 6.                         | Josef Swéerts-Sporck (sekundogenitura)                   | 7. 7. 1788 Praha                                                | Josef Swéerts-Sporck 9. 1. 1756 Lnáře – 21. 5. 1823 Vídeň                    | 30. 9. 1823 Biezanów: Regina Kronpassová (č. 11)                                         | Pohřben 19. 2. 1855 v Kuksu. | Hlava rodu (1848–1855). Ředitel guberniálního protokolu v Haliči. Zemřel ve věku 66 let na paralýzu. |
| 10.     | 6.                         | Josef Swéerts-Sporck (sekundogenitura)                   | 11. 2. 1855 Lvov                                                | Kateřina Fillenbaumová † 9. 12. 1823 Vídeň                                   | 30. 9. 1823 Biezanów: Regina Kronpassová (č. 11)                                         | Pohřben 19. 2. 1855 v Kuksu. | Hlava rodu (1848–1855). Ředitel guberniálního protokolu v Haliči. Zemřel ve věku 66 let na paralýzu. |
| 11.     | (6.)                       | Regina Kronpassová                                       | 8. 7. 1801 Vídeň                                                | Josef Kronpass                                                               | 30. 9. 1823 Biezanów: Josef Swéerts-Sporck (č. 10)                                       | Tělo bylo 23. 12. 1866 vysvěceno v kolegiátním kostele v Kuksu a poté uloženo do rodinné hrobky. | Neurozeného původu. Zemřela ve věku 65 let podle úmrtního oznámení na mozkovou mrtvici, podle matriky zemřelých na sešlost. Protože její rakev nebyla volně uložena v kryptě, nýbrž byla zazděna, traduje se, že se nakazila cholerou od vojáků, kteří se v hospitálu léčili po prusko-rakouské válce v roce 1866. Narodily se jí dvě děti: - 1. Mořic Gustav (1821–1882; č. 14) - 2. Ludvík (1823–1826) |
| 11.     | (6.)                       | Regina Kronpassová                                       | 17. 12. 1866 Kuks                                               | Regina Wallner                                                               | 30. 9. 1823 Biezanów: Josef Swéerts-Sporck (č. 10)                                       | Tělo bylo 23. 12. 1866 vysvěceno v kolegiátním kostele v Kuksu a poté uloženo do rodinné hrobky. | Neurozeného původu. Zemřela ve věku 65 let podle úmrtního oznámení na mozkovou mrtvici, podle matriky zemřelých na sešlost. Protože její rakev nebyla volně uložena v kryptě, nýbrž byla zazděna, traduje se, že se nakazila cholerou od vojáků, kteří se v hospitálu léčili po prusko-rakouské válce v roce 1866. Narodily se jí dvě děti: - 1. Mořic Gustav (1821–1882; č. 14) - 2. Ludvík (1823–1826) |
| 12.     | (6.)                       | Karel z Rothkirch-Panthenu                               | 2. 12. 1807 Falkenau (Chróścina), Horní Slezsko nebo Innviertel | Leopold z Rothkirch-Panthenu 1769–1839                                       | 25. 5. 1833 Kolinec: Barbora Swéerts-Sporck (č. 13)                                      | Tělo bylo vykropeno 3. 4. 1870 v domě smutku na Karlově náměstí v Praze, poté převezeno do Kuksu a 4. 4. uloženo do hraběcí Swéerts-Sporckovské rodinné hrobky.                                                              | Svobodný pán, od roku 1826 hrabě, c. k. komoří (1836) a tajný rada (1860), poslanec Českého zemského sněmu (1861–1867), poslanec rakouské Říšské rady (1861–1864), nejvyšší maršálek Českého království (1863–1866), a český místodržitel (1866–1867). Držitel Řádu železné koruny III. třídy (1854). V roce 1843 získal inkolát pro České království a Slezsko. Majitel panství Falkenau/Chróścina a Běstvina (od roku 1845), Chuchle, Podhořice a Hoješín. Zemřel ve věku 62 let na ochrnutí srdce.               |
| 12.     | (6.)                       | Karel z Rothkirch-Panthenu                               | 31. 3. 1870 Praha                                               | Marie Anna z Pötting-Persingu 1778–1820                                      | 25. 5. 1833 Kolinec: Barbora Swéerts-Sporck (č. 13)                                      | Tělo bylo vykropeno 3. 4. 1870 v domě smutku na Karlově náměstí v Praze, poté převezeno do Kuksu a 4. 4. uloženo do hraběcí Swéerts-Sporckovské rodinné hrobky.                                                              | Svobodný pán, od roku 1826 hrabě, c. k. komoří (1836) a tajný rada (1860), poslanec Českého zemského sněmu (1861–1867), poslanec rakouské Říšské rady (1861–1864), nejvyšší maršálek Českého království (1863–1866), a český místodržitel (1866–1867). Držitel Řádu železné koruny III. třídy (1854). V roce 1843 získal inkolát pro České království a Slezsko. Majitel panství Falkenau/Chróścina a Běstvina (od roku 1845), Chuchle, Podhořice a Hoješín. Zemřel ve věku 62 let na ochrnutí srdce.               |
| 13.     | 6.                         | Barbora Swéerts-Sporcková (primogenitura)                | 10. 2. 1809 Krakov                                              | Filip Benicius Swéerts-Sporck 30. 9. 1753 Lysá nad Labem – 4. 4. 1809 Krakov | 25. 5. 1833 Kolinec: Karel z Rothkirch-Panthenu (č. 12)                                  | Tělo bylo vykropeno 10. 10. 1873 v domě smutku na Malé Straně v Praze a poté 11. 10. uloženo do rodinné hrobky v Kuksu. | Dáma Řádu hvězdového kříže a palácová dáma. Bezdětná. Její manžel byl zároveň bratranec, protože její matka Aloisie a matka manžela Marie Anna byly sestry. |
| 13.     | 6.                         | Barbora Swéerts-Sporcková (primogenitura)                | 7. 10. 1873 Praha-Malá Strana                                   | Aloisie z Pötting-Persingu (č. 8)                                            | 25. 5. 1833 Kolinec: Karel z Rothkirch-Panthenu (č. 12)                                  | Tělo bylo vykropeno 10. 10. 1873 v domě smutku na Malé Straně v Praze a poté 11. 10. uloženo do rodinné hrobky v Kuksu. | Dáma Řádu hvězdového kříže a palácová dáma. Bezdětná. Její manžel byl zároveň bratranec, protože její matka Aloisie a matka manžela Marie Anna byly sestry. |
| 14.     | 7.                         | Mořic (Moritz) Swéerts-Sporck (sekundogenitura)          | 12. 5. 1821 Krakov                                              | Josef Swéerts-Sporck (č. 10)                                                 | 29. 5. 1852 Hamburk: Celina de Noblée (č. 17)                                            | Pohřben 25. 11. 1882 do rodinné hrobky. | Hlava rodu (1855–1882). Státní úředník v Haliči, c. k. nadporučík, patron a spoluinspektor hospitální nadace v Kuksu (1855–1882). Zemřel ve věku 71 let na Brightovu nemoc (morbus Brightii). |
| 14.     | 7.                         | Mořic (Moritz) Swéerts-Sporck (sekundogenitura)          | 21. 11. 1882 Kuks                                               | Regina Kronpassová (č. 11)                                                   | 29. 5. 1852 Hamburk: Celina de Noblée (č. 17)                                            | Pohřben 25. 11. 1882 do rodinné hrobky. | Hlava rodu (1855–1882). Státní úředník v Haliči, c. k. nadporučík, patron a spoluinspektor hospitální nadace v Kuksu (1855–1882). Zemřel ve věku 71 let na Brightovu nemoc (morbus Brightii). |
| 15.     | (8.)                       | Jana (Johanna) von Bauer                                 | 18. 3. 1864 Brno                                                | Otto von Bauer 12. 2. 1839 Brno – 10. 6. 1894 Vöslau                         | 16. 6. 1889 Kuks: Gustav Swéerts-Sporck (č. 18)                                          | Tělo bylo nabalzamováno. Pohřbena 14. 6. 1890. | Pocházela z rodiny, která byla povýšena do šlechtického stavu v roce 1867. Zemřela ve věku 26 let na sepsi. Narodil se jí syn: - Hubert Jan Oto (1890–1953?), hlava rodu (1933–1953?), ultimus familiae |
| 15.     | (8.)                       | Jana (Johanna) von Bauer                                 | 9. 6. 1890 Kuks                                                 | Jana Dabergerová 2. 5. 1842 Brno – 6. 4. 1864 Brno                           | 16. 6. 1889 Kuks: Gustav Swéerts-Sporck (č. 18)                                          | Tělo bylo nabalzamováno. Pohřbena 14. 6. 1890. | Pocházela z rodiny, která byla povýšena do šlechtického stavu v roce 1867. Zemřela ve věku 26 let na sepsi. Narodil se jí syn: - Hubert Jan Oto (1890–1953?), hlava rodu (1933–1953?), ultimus familiae |
| 16.     | 7.                         | Rudolf Sporck                                            | 1839                                                            | Jan Josef Sporck 1795 – 29. 1. 1850                                          |                                                                                          | | C. k. nadporučík, majitel Katusic. Hudební skladatel a libretista. Jeho mladším bratrem Ferdinandem (1848–1928) rod Sporcků vymřel po meči. |
| 16.     | 7.                         | Rudolf Sporck                                            | 12. 5. 1904                                                     | Valburka Věžníková z Věžník † 20. 12. 1877                                   |                                                                                          | | C. k. nadporučík, majitel Katusic. Hudební skladatel a libretista. Jeho mladším bratrem Ferdinandem (1848–1928) rod Sporcků vymřel po meči. |
| 17.     | (7.)                       | Celina de Noblée                                         | 10. 8. 1832 Paříž nebo Lille                                    | Henri Louis Joseph Noblée 6. 12. 1806 Lille – ?                              | 29. 5. 1852 Hamburk: Mořic Swéerts-Sporck (č. 14)                                        | Z Lázní Kynžvart do Kuksu byla převezena 16. 7. 1914. Dne 19. 7 byla vykropena a pohřbena v rodinné hrobce. | Neurozeného původu, dcera továrníka. Zemřela ve věku 81 let na mozkovou mrtvici nebo na sešlost věkem. Narodily se jí tři děti: - 1. Gustav Alfons (1853–1933; č. 19) - 2. Leonie Eliška, provd. Villani (1865–1938) - 3. Celina Karolína, provd. de Giorgi (1873–1926) |
| 17.     | (7.)                       | Celina de Noblée                                         | 13. 7. 1914 Lázně Kynžvart                                      | Luisa Adelaida Dürr                                                          | 29. 5. 1852 Hamburk: Mořic Swéerts-Sporck (č. 14)                                        | Z Lázní Kynžvart do Kuksu byla převezena 16. 7. 1914. Dne 19. 7 byla vykropena a pohřbena v rodinné hrobce. | Neurozeného původu, dcera továrníka. Zemřela ve věku 81 let na mozkovou mrtvici nebo na sešlost věkem. Narodily se jí tři děti: - 1. Gustav Alfons (1853–1933; č. 19) - 2. Leonie Eliška, provd. Villani (1865–1938) - 3. Celina Karolína, provd. de Giorgi (1873–1926) |
| 18.     | 8.                         | Gustav Swéerts-Sporck (sekundogenitura)                  | 10. 4. 1853 Hamburk                                             | Mořic Swéerts-Sporck (č. 14)                                                 | I. 16. 6. 1889 Kuks: Jana von Bauer (č. 15)                                              | Balzamován. Pohřben 23. 7. 1933 v rodinné hrobce. | Hlava rodu (1882–1933). Patron a spoluinspektor hraběcích Sporckovských nadací. Zemřel ve věku 80 let na kornatění tepen (arteriosclerosis), sešlost věkem (marasmus) a rakovinu tlustého střeva. |
| 18.     | 8.                         | Gustav Swéerts-Sporck (sekundogenitura)                  | 17. 7. 1933 Kuks                                                | Celina de Noblée (č. 17)                                                     | II. 1893: Ilona Scherenbergová (č. 20)                                                   | Balzamován. Pohřben 23. 7. 1933 v rodinné hrobce. | Hlava rodu (1882–1933). Patron a spoluinspektor hraběcích Sporckovských nadací. Zemřel ve věku 80 let na kornatění tepen (arteriosclerosis), sešlost věkem (marasmus) a rakovinu tlustého střeva. |
| 19.     | 9.                         | Kateřina (Katharina) Swéerts-Sporcková (sekundogenitura) | 22. 5. 1895 Štětín                                              | Gustav Swéerts-Sporck (č. 18)                                                | 1920 (rozvedeni 1922): Hugo Hertwig                                                      | Původně byla pohřbena na hřbitově za hospitálem. Ostatky byly uloženy do hrobky v roce 1993. | Ultima familiae. Za druhé světové války kolaborovala s nacisty, po válce se bála postavení před soud, proto spáchala sebevraždu skokem pod vlak poblíž železniční zastávky Kuks. Narodil se jí syn: - Peter (1920–2005) |
| 19.     | 9.                         | Kateřina (Katharina) Swéerts-Sporcková (sekundogenitura) | 28. 4. 1945 Kuks                                                | Ilona Scherenbergová (č. 20)                                                 | 1920 (rozvedeni 1922): Hugo Hertwig                                                      | Původně byla pohřbena na hřbitově za hospitálem. Ostatky byly uloženy do hrobky v roce 1993. | Ultima familiae. Za druhé světové války kolaborovala s nacisty, po válce se bála postavení před soud, proto spáchala sebevraždu skokem pod vlak poblíž železniční zastávky Kuks. Narodil se jí syn: - Peter (1920–2005) |
| 20.     | (8.)                       | Ilona (Helena) Scherenberg-Dähnertová                    | 16. 11. 1864 Budapešť                                           |                                                                              | 1893: Gustav Swéerts-Sporck (č. 18)                                                      | Ostatky uloženy do hrobky v roce 1993. | Z rodiny původem ze Štětína, herečka, operní pěvkyně. Narodila se jí dcera: - Katharina (1895–1945; č. 19) |
| 20.     | (8.)                       | Ilona (Helena) Scherenberg-Dähnertová                    | 17. 1. 1946                                                     |                                                                              | 1893: Gustav Swéerts-Sporck (č. 18)                                                      | Ostatky uloženy do hrobky v roce 1993. | Z rodiny původem ze Štětína, herečka, operní pěvkyně. Narodila se jí dcera: - Katharina (1895–1945; č. 19) |

### Příbuzenské vztahy pohřbených
Následující schéma znázorňuje příbuzenské vztahy Sporcků a Swéerts-Sporcků. Červeně orámovaní byli pohřbeni v hrobce, arabské číslice odpovídají pořadí úmrtí podle předchozí tabulky. Římské číslice představují pořadí manžela nebo manželky, pokud někdo vstoupil do manželství více než jednou. Vzhledem k účelu schématu se nejedná o kompletní rodokmen.

#### Sporckové
Oranžově je zvýrazněn pomocný pražský biskup Jan Rudolf ze Sporcku († 1759) a modře poslední mužský příslušník rodu Ferdinand Sporck (1848–1928). Patá generace je zobrazena ve dvou řádcích.
|                                         |                                         |                                         |                                         |                                         |                                         |  |  |                                       |                                       |                                       |                                       | František Nolte Sporck                | František Nolte Sporck                | František Nolte Sporck         | František Nolte Sporck         | František Nolte Sporck                             | František Nolte Sporck                             |                                                    |                                                    | neznámá Sporcková                                  | neznámá Sporcková                                  | neznámá Sporcková                         | neznámá Sporcková                         | neznámá Sporcková                               | neznámá Sporcková                               |                                                 |                                                 |                                                 |                                                 |                                              |                                              |                                                    |                                                    |                                                    |                                                    |                                                    |                                                    |                                       |                                       |                                                 |                                                 |                                                 |                                                 |                                                 |                                                 |                                    |                                    |                                         |                                         |                                         |                                         |                                         |                                         |                                  |                                  |                                                    |                                                    |                                                    |                                                    |                                                    |                                                    |                          |                          |                                                        |                                                        |                                                        |                                                        |                                                        |                                                        |  |  |                                                                        |                                                                        |                                                                        |                                                                        |                                                                        |                                                                        |  |  |                                      |                                      |                                      |                                      |                                      |                                      |  |  |                |                |                |                |                |                |  |  |
|                                         |                                         |                                         |                                         |                                         |                                         |  |  |                                       |                                       |                                       |                                       | František Nolte Sporck                | František Nolte Sporck                | František Nolte Sporck         | František Nolte Sporck         | František Nolte Sporck                             | František Nolte Sporck                             |                                                    |                                                    | neznámá Sporcková                                  | neznámá Sporcková                                  | neznámá Sporcková                         | neznámá Sporcková                         | neznámá Sporcková                               | neznámá Sporcková                               |                                                 |                                                 |                                                 |                                                 |                                              |                                              |                                                    |                                                    |                                                    |                                                    |                                                    |                                                    |                                       |                                       |                                                 |                                                 |                                                 |                                                 |                                                 |                                                 |                                    |                                    |                                         |                                         |                                         |                                         |                                         |                                         |                                  |                                  |                                                    |                                                    |                                                    |                                                    |                                                    |                                                    |                          |                          |                                                        |                                                        |                                                        |                                                        |                                                        |                                                        |  |  |                                                                        |                                                                        |                                                                        |                                                                        |                                                                        |                                                                        |  |  |                                      |                                      |                                      |                                      |                                      |                                      |  |  |                |                |                |                |                |                |  |  |
|                                         |                                         |                                         |                                         |                                         |                                         |  |  |                                       |                                       |                                       |                                       |                                       |                                       |                                |                                |                                                    |                                                    |                                                    |                                                    |                                                    |                                                    |                                           |                                           |                                                 |                                                 |                                                 |                                                 |                                                 |                                                 |                                              |                                              |                                                    |                                                    |                                                    |                                                    |                                                    |                                                    |                                       |                                       |                                                 |                                                 |                                                 |                                                 |                                                 |                                                 |                                    |                                    |                                         |                                         |                                         |                                         |                                         |                                         |                                  |                                  |                                                    |                                                    |                                                    |                                                    |                                                    |                                                    |                          |                          |                                                        |                                                        |                                                        |                                                        |                                                        |                                                        |  |  |                                                                        |                                                                        |                                                                        |                                                                        |                                                                        |                                                                        |  |  |                                      |                                      |                                      |                                      |                                      |                                      |  |  |                |                |                |                |                |                |  |  |
|                                         |                                         |                                         |                                         |                                         |                                         |  |  |                                       |                                       |                                       |                                       |                                       |                                       |                                |                                |                                                    |                                                    |                                                    |                                                    |                                                    |                                                    |                                           |                                           |                                                 |                                                 |                                                 |                                                 |                                                 |                                                 |                                              |                                              |                                                    |                                                    |                                                    |                                                    |                                                    |                                                    |                                       |                                       |                                                 |                                                 |                                                 |                                                 |                                                 |                                                 |                                    |                                    |                                         |                                         |                                         |                                         |                                         |                                         |                                  |                                  |                                                    |                                                    |                                                    |                                                    |                                                    |                                                    |                          |                          |                                                        |                                                        |                                                        |                                                        |                                                        |                                                        |  |  |                                                                        |                                                                        |                                                                        |                                                                        |                                                                        |                                                                        |  |  |                                      |                                      |                                      |                                      |                                      |                                      |  |  |                |                |                |                |                |                |  |  |
|                                         |                                         |                                         |                                         |                                         |                                         |  |  | I. Anna Markéta z Linsingenu † 1659   | I. Anna Markéta z Linsingenu † 1659   | I. Anna Markéta z Linsingenu † 1659   | I. Anna Markéta z Linsingenu † 1659   | I. Anna Markéta z Linsingenu † 1659   | I. Anna Markéta z Linsingenu † 1659   |                                |                                | 2. Jan Křtitel Sporck † 1679                       | 2. Jan Křtitel Sporck † 1679                       | 2. Jan Křtitel Sporck † 1679                       | 2. Jan Křtitel Sporck † 1679                       | 2. Jan Křtitel Sporck † 1679                       | 2. Jan Křtitel Sporck † 1679                       |                                           |                                           | II. 1. Eleonora Marie Kateřina z Finecku † 1674 | II. 1. Eleonora Marie Kateřina z Finecku † 1674 | II. 1. Eleonora Marie Kateřina z Finecku † 1674 | II. 1. Eleonora Marie Kateřina z Finecku † 1674 | II. 1. Eleonora Marie Kateřina z Finecku † 1674 | II. 1. Eleonora Marie Kateřina z Finecku † 1674 |                                              |                                              |                                                    |                                                    |                                                    |                                                    |                                                    |                                                    |                                       |                                       |                                                 |                                                 |                                                 |                                                 |                                                 |                                                 |                                    |                                    |                                         |                                         |                                         |                                         |                                         |                                         |                                  |                                  |                                                    |                                                    |                                                    |                                                    |                                                    |                                                    |                          |                          |                                                        |                                                        |                                                        |                                                        |                                                        |                                                        |  |  |                                                                        |                                                                        |                                                                        |                                                                        |                                                                        |                                                                        |  |  |                                      |                                      |                                      |                                      |                                      |                                      |  |  |                |                |                |                |                |                |  |  |
|                                         |                                         |                                         |                                         |                                         |                                         |  |  | I. Anna Markéta z Linsingenu † 1659   | I. Anna Markéta z Linsingenu † 1659   | I. Anna Markéta z Linsingenu † 1659   | I. Anna Markéta z Linsingenu † 1659   | I. Anna Markéta z Linsingenu † 1659   | I. Anna Markéta z Linsingenu † 1659   |                                |                                | 2. Jan Křtitel Sporck † 1679                       | 2. Jan Křtitel Sporck † 1679                       | 2. Jan Křtitel Sporck † 1679                       | 2. Jan Křtitel Sporck † 1679                       | 2. Jan Křtitel Sporck † 1679                       | 2. Jan Křtitel Sporck † 1679                       |                                           |                                           | II. 1. Eleonora Marie Kateřina z Finecku † 1674 | II. 1. Eleonora Marie Kateřina z Finecku † 1674 | II. 1. Eleonora Marie Kateřina z Finecku † 1674 | II. 1. Eleonora Marie Kateřina z Finecku † 1674 | II. 1. Eleonora Marie Kateřina z Finecku † 1674 | II. 1. Eleonora Marie Kateřina z Finecku † 1674 |                                              |                                              |                                                    |                                                    |                                                    |                                                    |                                                    |                                                    |                                       |                                       |                                                 |                                                 |                                                 |                                                 |                                                 |                                                 |                                    |                                    |                                         |                                         |                                         |                                         |                                         |                                         |                                  |                                  |                                                    |                                                    |                                                    |                                                    |                                                    |                                                    |                          |                          |                                                        |                                                        |                                                        |                                                        |                                                        |                                                        |  |  |                                                                        |                                                                        |                                                                        |                                                                        |                                                                        |                                                                        |  |  |                                      |                                      |                                      |                                      |                                      |                                      |  |  |                |                |                |                |                |                |  |  |
|                                         |                                         |                                         |                                         |                                         |                                         |  |  |                                       |                                       |                                       |                                       |                                       |                                       |                                |                                |                                                    |                                                    |                                                    |                                                    |                                                    |                                                    |                                           |                                           |                                                 |                                                 |                                                 |                                                 |                                                 |                                                 |                                              |                                              |                                                    |                                                    |                                                    |                                                    |                                                    |                                                    |                                       |                                       |                                                 |                                                 |                                                 |                                                 |                                                 |                                                 |                                    |                                    |                                         |                                         |                                         |                                         |                                         |                                         |                                  |                                  |                                                    |                                                    |                                                    |                                                    |                                                    |                                                    |                          |                          |                                                        |                                                        |                                                        |                                                        |                                                        |                                                        |  |  |                                                                        |                                                                        |                                                                        |                                                                        |                                                                        |                                                                        |  |  |                                      |                                      |                                      |                                      |                                      |                                      |  |  |                |                |                |                |                |                |  |  |
|                                         |                                         |                                         |                                         |                                         |                                         |  |  |                                       |                                       |                                       |                                       |                                       |                                       |                                |                                |                                                    |                                                    |                                                    |                                                    |                                                    |                                                    |                                           |                                           |                                                 |                                                 |                                                 |                                                 |                                                 |                                                 |                                              |                                              |                                                    |                                                    |                                                    |                                                    |                                                    |                                                    |                                       |                                       |                                                 |                                                 |                                                 |                                                 |                                                 |                                                 |                                    |                                    |                                         |                                         |                                         |                                         |                                         |                                         |                                  |                                  |                                                    |                                                    |                                                    |                                                    |                                                    |                                                    |                          |                          |                                                        |                                                        |                                                        |                                                        |                                                        |                                                        |  |  |                                                                        |                                                                        |                                                                        |                                                                        |                                                                        |                                                                        |  |  |                                      |                                      |                                      |                                      |                                      |                                      |  |  |                |                |                |                |                |                |  |  |
| I. neznámá                              | I. neznámá                              | I. neznámá                              | I. neznámá                              | I. neznámá                              | I. neznámá                              |  |  | 6. František Antonín Sporck 1662–1738 | 6. František Antonín Sporck 1662–1738 | 6. František Antonín Sporck 1662–1738 | 6. František Antonín Sporck 1662–1738 | 6. František Antonín Sporck 1662–1738 | 6. František Antonín Sporck 1662–1738 |                                |                                | II. Františka Apolonie ze Swéerts-Reistu 1667–1726 | II. Františka Apolonie ze Swéerts-Reistu 1667–1726 | II. Františka Apolonie ze Swéerts-Reistu 1667–1726 | II. Františka Apolonie ze Swéerts-Reistu 1667–1726 | II. Františka Apolonie ze Swéerts-Reistu 1667–1726 | II. Františka Apolonie ze Swéerts-Reistu 1667–1726 |                                           |                                           | I. Karel František ze Swéerts-Reistu 1654–1692  | I. Karel František ze Swéerts-Reistu 1654–1692  | I. Karel František ze Swéerts-Reistu 1654–1692  | I. Karel František ze Swéerts-Reistu 1654–1692  | I. Karel František ze Swéerts-Reistu 1654–1692  | I. Karel František ze Swéerts-Reistu 1654–1692  |                                              |                                              | Marie Sabina ze Sporcku 1661–1717                  | Marie Sabina ze Sporcku 1661–1717                  | Marie Sabina ze Sporcku 1661–1717                  | Marie Sabina ze Sporcku 1661–1717                  | Marie Sabina ze Sporcku 1661–1717                  | Marie Sabina ze Sporcku 1661–1717                  |                                       |                                       | II. neznámý ze Schönbergu                       | II. neznámý ze Schönbergu                       | II. neznámý ze Schönbergu                       | II. neznámý ze Schönbergu                       | II. neznámý ze Schönbergu                       | II. neznámý ze Schönbergu                       |                                    |                                    | František Leopold ze Sporcku 1664–1711  | František Leopold ze Sporcku 1664–1711  | František Leopold ze Sporcku 1664–1711  | František Leopold ze Sporcku 1664–1711  | František Leopold ze Sporcku 1664–1711  | František Leopold ze Sporcku 1664–1711  |                                  |                                  | Apolonie Rozálie Wratislavová z Mitrovic 1666–1747 | Apolonie Rozálie Wratislavová z Mitrovic 1666–1747 | Apolonie Rozálie Wratislavová z Mitrovic 1666–1747 | Apolonie Rozálie Wratislavová z Mitrovic 1666–1747 | Apolonie Rozálie Wratislavová z Mitrovic 1666–1747 | Apolonie Rozálie Wratislavová z Mitrovic 1666–1747 |                          |                          | I. neznámý ze Schaffgotsche                            | I. neznámý ze Schaffgotsche                            | I. neznámý ze Schaffgotsche                            | I. neznámý ze Schaffgotsche                            | I. neznámý ze Schaffgotsche                            | I. neznámý ze Schaffgotsche                            |  |  | Anna Kateřina ze Sporcku 1669–1712                                     | Anna Kateřina ze Sporcku 1669–1712                                     | Anna Kateřina ze Sporcku 1669–1712                                     | Anna Kateřina ze Sporcku 1669–1712                                     | Anna Kateřina ze Sporcku 1669–1712                                     | Anna Kateřina ze Sporcku 1669–1712                                     |  |  | III. Richard Vavřinec z Daunu        | III. Richard Vavřinec z Daunu        | III. Richard Vavřinec z Daunu        | III. Richard Vavřinec z Daunu        | III. Richard Vavřinec z Daunu        | III. Richard Vavřinec z Daunu        |  |  |                |                |                |                |                |                |  |  |
| I. neznámá                              | I. neznámá                              | I. neznámá                              | I. neznámá                              | I. neznámá                              | I. neznámá                              |  |  | 6. František Antonín Sporck 1662–1738 | 6. František Antonín Sporck 1662–1738 | 6. František Antonín Sporck 1662–1738 | 6. František Antonín Sporck 1662–1738 | 6. František Antonín Sporck 1662–1738 | 6. František Antonín Sporck 1662–1738 |                                |                                | II. Františka Apolonie ze Swéerts-Reistu 1667–1726 | II. Františka Apolonie ze Swéerts-Reistu 1667–1726 | II. Františka Apolonie ze Swéerts-Reistu 1667–1726 | II. Františka Apolonie ze Swéerts-Reistu 1667–1726 | II. Františka Apolonie ze Swéerts-Reistu 1667–1726 | II. Františka Apolonie ze Swéerts-Reistu 1667–1726 |                                           |                                           | I. Karel František ze Swéerts-Reistu 1654–1692  | I. Karel František ze Swéerts-Reistu 1654–1692  | I. Karel František ze Swéerts-Reistu 1654–1692  | I. Karel František ze Swéerts-Reistu 1654–1692  | I. Karel František ze Swéerts-Reistu 1654–1692  | I. Karel František ze Swéerts-Reistu 1654–1692  |                                              |                                              | Marie Sabina ze Sporcku 1661–1717                  | Marie Sabina ze Sporcku 1661–1717                  | Marie Sabina ze Sporcku 1661–1717                  | Marie Sabina ze Sporcku 1661–1717                  | Marie Sabina ze Sporcku 1661–1717                  | Marie Sabina ze Sporcku 1661–1717                  |                                       |                                       | II. neznámý ze Schönbergu                       | II. neznámý ze Schönbergu                       | II. neznámý ze Schönbergu                       | II. neznámý ze Schönbergu                       | II. neznámý ze Schönbergu                       | II. neznámý ze Schönbergu                       |                                    |                                    | František Leopold ze Sporcku 1664–1711  | František Leopold ze Sporcku 1664–1711  | František Leopold ze Sporcku 1664–1711  | František Leopold ze Sporcku 1664–1711  | František Leopold ze Sporcku 1664–1711  | František Leopold ze Sporcku 1664–1711  |                                  |                                  | Apolonie Rozálie Wratislavová z Mitrovic 1666–1747 | Apolonie Rozálie Wratislavová z Mitrovic 1666–1747 | Apolonie Rozálie Wratislavová z Mitrovic 1666–1747 | Apolonie Rozálie Wratislavová z Mitrovic 1666–1747 | Apolonie Rozálie Wratislavová z Mitrovic 1666–1747 | Apolonie Rozálie Wratislavová z Mitrovic 1666–1747 |                          |                          | I. neznámý ze Schaffgotsche                            | I. neznámý ze Schaffgotsche                            | I. neznámý ze Schaffgotsche                            | I. neznámý ze Schaffgotsche                            | I. neznámý ze Schaffgotsche                            | I. neznámý ze Schaffgotsche                            |  |  | Anna Kateřina ze Sporcku 1669–1712                                     | Anna Kateřina ze Sporcku 1669–1712                                     | Anna Kateřina ze Sporcku 1669–1712                                     | Anna Kateřina ze Sporcku 1669–1712                                     | Anna Kateřina ze Sporcku 1669–1712                                     | Anna Kateřina ze Sporcku 1669–1712                                     |  |  | III. Richard Vavřinec z Daunu        | III. Richard Vavřinec z Daunu        | III. Richard Vavřinec z Daunu        | III. Richard Vavřinec z Daunu        | III. Richard Vavřinec z Daunu        | III. Richard Vavřinec z Daunu        |  |  |                |                |                |                |                |                |  |  |
|                                         |                                         |                                         |                                         |                                         |                                         |  |  |                                       |                                       |                                       |                                       |                                       |                                       |                                |                                |                                                    |                                                    |                                                    |                                                    |                                                    |                                                    |                                           |                                           |                                                 |                                                 |                                                 |                                                 |                                                 |                                                 |                                              |                                              |                                                    |                                                    |                                                    |                                                    |                                                    |                                                    |                                       |                                       |                                                 |                                                 |                                                 |                                                 |                                                 |                                                 |                                    |                                    |                                         |                                         |                                         |                                         |                                         |                                         |                                  |                                  |                                                    |                                                    |                                                    |                                                    |                                                    |                                                    |                          |                          |                                                        |                                                        |                                                        |                                                        |                                                        |                                                        |  |  |                                                                        |                                                                        |                                                                        |                                                                        |                                                                        |                                                                        |  |  |                                      |                                      |                                      |                                      |                                      |                                      |  |  |                |                |                |                |                |                |  |  |
|                                         |                                         |                                         |                                         |                                         |                                         |  |  |                                       |                                       |                                       |                                       |                                       |                                       |                                |                                |                                                    |                                                    |                                                    |                                                    |                                                    |                                                    |                                           |                                           |                                                 |                                                 |                                                 |                                                 |                                                 |                                                 |                                              |                                              |                                                    |                                                    |                                                    |                                                    |                                                    |                                                    |                                       |                                       |                                                 |                                                 |                                                 |                                                 |                                                 |                                                 |                                    |                                    |                                         |                                         |                                         |                                         |                                         |                                         |                                  |                                  |                                                    |                                                    |                                                    |                                                    |                                                    |                                                    |                          |                          |                                                        |                                                        |                                                        |                                                        |                                                        |                                                        |  |  |                                                                        |                                                                        |                                                                        |                                                                        |                                                                        |                                                                        |  |  |                                      |                                      |                                      |                                      |                                      |                                      |  |  |                |                |                |                |                |                |  |  |
| Jan Josef ze Sporcku */† 1691           | Jan Josef ze Sporcku */† 1691           | Jan Josef ze Sporcku */† 1691           | Jan Josef ze Sporcku */† 1691           | Jan Josef ze Sporcku */† 1691           | Jan Josef ze Sporcku */† 1691           |  |  | Jan František ze Sporcku */† 1699     | Jan František ze Sporcku */† 1699     | Jan František ze Sporcku */† 1699     | Jan František ze Sporcku */† 1699     | Jan František ze Sporcku */† 1699     | Jan František ze Sporcku */† 1699     |                                |                                | 4. Marie Eleonora ze Sporcku 1687–1717             | 4. Marie Eleonora ze Sporcku 1687–1717             | 4. Marie Eleonora ze Sporcku 1687–1717             | 4. Marie Eleonora ze Sporcku 1687–1717             | 4. Marie Eleonora ze Sporcku 1687–1717             | 4. Marie Eleonora ze Sporcku 1687–1717             |                                           |                                           | Anna Kateřina ze Sporcku 1689–1754              | Anna Kateřina ze Sporcku 1689–1754              | Anna Kateřina ze Sporcku 1689–1754              | Anna Kateřina ze Sporcku 1689–1754              | Anna Kateřina ze Sporcku 1689–1754              | Anna Kateřina ze Sporcku 1689–1754              |                                              |                                              | František Karel Rudolf ze Sweerts–Reistu 1688–1757 | František Karel Rudolf ze Sweerts–Reistu 1688–1757 | František Karel Rudolf ze Sweerts–Reistu 1688–1757 | František Karel Rudolf ze Sweerts–Reistu 1688–1757 | František Karel Rudolf ze Sweerts–Reistu 1688–1757 | František Karel Rudolf ze Sweerts–Reistu 1688–1757 |                                       |                                       | Jan Josef ze Sporcku 1693–1749                  | Jan Josef ze Sporcku 1693–1749                  | Jan Josef ze Sporcku 1693–1749                  | Jan Josef ze Sporcku 1693–1749                  | Jan Josef ze Sporcku 1693–1749                  | Jan Josef ze Sporcku 1693–1749                  |                                    |                                    | Marie Anna Věžníková z Věžník 1702–1738 | Marie Anna Věžníková z Věžník 1702–1738 | Marie Anna Věžníková z Věžník 1702–1738 | Marie Anna Věžníková z Věžník 1702–1738 | Marie Anna Věžníková z Věžník 1702–1738 | Marie Anna Věžníková z Věžník 1702–1738 |                                  |                                  | Jan Michal ze Sporcku 1692–1738                    | Jan Michal ze Sporcku 1692–1738                    | Jan Michal ze Sporcku 1692–1738                    | Jan Michal ze Sporcku 1692–1738                    | Jan Michal ze Sporcku 1692–1738                    | Jan Michal ze Sporcku 1692–1738                    |                          |                          | Jan Rudolf ze Sporcku 1695–1759 světicí biskup pražský | Jan Rudolf ze Sporcku 1695–1759 světicí biskup pražský | Jan Rudolf ze Sporcku 1695–1759 světicí biskup pražský | Jan Rudolf ze Sporcku 1695–1759 světicí biskup pražský | Jan Rudolf ze Sporcku 1695–1759 světicí biskup pražský | Jan Rudolf ze Sporcku 1695–1759 světicí biskup pražský |  |  | 3. Jan Antonín ze Sporcku 1689–1714                                    | 3. Jan Antonín ze Sporcku 1689–1714                                    | 3. Jan Antonín ze Sporcku 1689–1714                                    | 3. Jan Antonín ze Sporcku 1689–1714                                    | 3. Jan Antonín ze Sporcku 1689–1714                                    | 3. Jan Antonín ze Sporcku 1689–1714                                    |  |  | Zuzana Talacková z Ještětic          | Zuzana Talacková z Ještětic          | Zuzana Talacková z Ještětic          | Zuzana Talacková z Ještětic          | Zuzana Talacková z Ještětic          | Zuzana Talacková z Ještětic          |  |  |                |                |                |                |                |                |  |  |
| Jan Josef ze Sporcku */† 1691           | Jan Josef ze Sporcku */† 1691           | Jan Josef ze Sporcku */† 1691           | Jan Josef ze Sporcku */† 1691           | Jan Josef ze Sporcku */† 1691           | Jan Josef ze Sporcku */† 1691           |  |  | Jan František ze Sporcku */† 1699     | Jan František ze Sporcku */† 1699     | Jan František ze Sporcku */† 1699     | Jan František ze Sporcku */† 1699     | Jan František ze Sporcku */† 1699     | Jan František ze Sporcku */† 1699     |                                |                                | 4. Marie Eleonora ze Sporcku 1687–1717             | 4. Marie Eleonora ze Sporcku 1687–1717             | 4. Marie Eleonora ze Sporcku 1687–1717             | 4. Marie Eleonora ze Sporcku 1687–1717             | 4. Marie Eleonora ze Sporcku 1687–1717             | 4. Marie Eleonora ze Sporcku 1687–1717             |                                           |                                           | Anna Kateřina ze Sporcku 1689–1754              | Anna Kateřina ze Sporcku 1689–1754              | Anna Kateřina ze Sporcku 1689–1754              | Anna Kateřina ze Sporcku 1689–1754              | Anna Kateřina ze Sporcku 1689–1754              | Anna Kateřina ze Sporcku 1689–1754              |                                              |                                              | František Karel Rudolf ze Sweerts–Reistu 1688–1757 | František Karel Rudolf ze Sweerts–Reistu 1688–1757 | František Karel Rudolf ze Sweerts–Reistu 1688–1757 | František Karel Rudolf ze Sweerts–Reistu 1688–1757 | František Karel Rudolf ze Sweerts–Reistu 1688–1757 | František Karel Rudolf ze Sweerts–Reistu 1688–1757 |                                       |                                       | Jan Josef ze Sporcku 1693–1749                  | Jan Josef ze Sporcku 1693–1749                  | Jan Josef ze Sporcku 1693–1749                  | Jan Josef ze Sporcku 1693–1749                  | Jan Josef ze Sporcku 1693–1749                  | Jan Josef ze Sporcku 1693–1749                  |                                    |                                    | Marie Anna Věžníková z Věžník 1702–1738 | Marie Anna Věžníková z Věžník 1702–1738 | Marie Anna Věžníková z Věžník 1702–1738 | Marie Anna Věžníková z Věžník 1702–1738 | Marie Anna Věžníková z Věžník 1702–1738 | Marie Anna Věžníková z Věžník 1702–1738 |                                  |                                  | Jan Michal ze Sporcku 1692–1738                    | Jan Michal ze Sporcku 1692–1738                    | Jan Michal ze Sporcku 1692–1738                    | Jan Michal ze Sporcku 1692–1738                    | Jan Michal ze Sporcku 1692–1738                    | Jan Michal ze Sporcku 1692–1738                    |                          |                          | Jan Rudolf ze Sporcku 1695–1759 světicí biskup pražský | Jan Rudolf ze Sporcku 1695–1759 světicí biskup pražský | Jan Rudolf ze Sporcku 1695–1759 světicí biskup pražský | Jan Rudolf ze Sporcku 1695–1759 světicí biskup pražský | Jan Rudolf ze Sporcku 1695–1759 světicí biskup pražský | Jan Rudolf ze Sporcku 1695–1759 světicí biskup pražský |  |  | 3. Jan Antonín ze Sporcku 1689–1714                                    | 3. Jan Antonín ze Sporcku 1689–1714                                    | 3. Jan Antonín ze Sporcku 1689–1714                                    | 3. Jan Antonín ze Sporcku 1689–1714                                    | 3. Jan Antonín ze Sporcku 1689–1714                                    | 3. Jan Antonín ze Sporcku 1689–1714                                    |  |  | Zuzana Talacková z Ještětic          | Zuzana Talacková z Ještětic          | Zuzana Talacková z Ještětic          | Zuzana Talacková z Ještětic          | Zuzana Talacková z Ještětic          | Zuzana Talacková z Ještětic          |  |  |                |                |                |                |                |                |  |  |
|                                         |                                         |                                         |                                         |                                         |                                         |  |  |                                       |                                       |                                       |                                       |                                       |                                       |                                |                                |                                                    |                                                    |                                                    |                                                    |                                                    |                                                    |                                           |                                           |                                                 |                                                 |                                                 |                                                 |                                                 |                                                 |                                              |                                              |                                                    |                                                    |                                                    |                                                    |                                                    |                                                    |                                       |                                       |                                                 |                                                 |                                                 |                                                 |                                                 |                                                 |                                    |                                    |                                         |                                         |                                         |                                         |                                         |                                         |                                  |                                  |                                                    |                                                    |                                                    |                                                    |                                                    |                                                    |                          |                          |                                                        |                                                        |                                                        |                                                        |                                                        |                                                        |  |  |                                                                        |                                                                        |                                                                        |                                                                        |                                                                        |                                                                        |  |  |                                      |                                      |                                      |                                      |                                      |                                      |  |  |                |                |                |                |                |                |  |  |
|                                         |                                         |                                         |                                         |                                         |                                         |  |  |                                       |                                       |                                       |                                       |                                       |                                       |                                |                                |                                                    |                                                    |                                                    |                                                    |                                                    |                                                    |                                           |                                           |                                                 |                                                 |                                                 |                                                 |                                                 |                                                 |                                              |                                              |                                                    |                                                    |                                                    |                                                    |                                                    |                                                    |                                       |                                       |                                                 |                                                 |                                                 |                                                 |                                                 |                                                 |                                    |                                    |                                         |                                         |                                         |                                         |                                         |                                         |                                  |                                  |                                                    |                                                    |                                                    |                                                    |                                                    |                                                    |                          |                          |                                                        |                                                        |                                                        |                                                        |                                                        |                                                        |  |  |                                                                        |                                                                        |                                                                        |                                                                        |                                                                        |                                                                        |  |  |                                      |                                      |                                      |                                      |                                      |                                      |  |  |                |                |                |                |                |                |  |  |
| Marie Josefa ze Sporcku 1723–?          | Marie Josefa ze Sporcku 1723–?          | Marie Josefa ze Sporcku 1723–?          | Marie Josefa ze Sporcku 1723–?          | Marie Josefa ze Sporcku 1723–?          | Marie Josefa ze Sporcku 1723–?          |  |  |                                       |                                       |                                       |                                       | Jan Karel ze Sporcku 1722–1790        | Jan Karel ze Sporcku 1722–1790        | Jan Karel ze Sporcku 1722–1790 | Jan Karel ze Sporcku 1722–1790 | Jan Karel ze Sporcku 1722–1790                     | Jan Karel ze Sporcku 1722–1790                     |                                                    |                                                    | Marie Terezie z Thürheimu † 1756                   | Marie Terezie z Thürheimu † 1756                   | Marie Terezie z Thürheimu † 1756          | Marie Terezie z Thürheimu † 1756          | Marie Terezie z Thürheimu † 1756                | Marie Terezie z Thürheimu † 1756                |                                                 |                                                 |                                                 |                                                 |                                              |                                              |                                                    |                                                    |                                                    |                                                    | Eleonora z Clary-Aldringenu 1860–1936              | Eleonora z Clary-Aldringenu 1860–1936              | Eleonora z Clary-Aldringenu 1860–1936 | Eleonora z Clary-Aldringenu 1860–1936 | Eleonora z Clary-Aldringenu 1860–1936           | Eleonora z Clary-Aldringenu 1860–1936           |                                                 |                                                 | Jan Václav I. ze Sporcku 1724–1804              | Jan Václav I. ze Sporcku 1724–1804              | Jan Václav I. ze Sporcku 1724–1804 | Jan Václav I. ze Sporcku 1724–1804 | Jan Václav I. ze Sporcku 1724–1804      | Jan Václav I. ze Sporcku 1724–1804      |                                         |                                         |                                         |                                         |                                  |                                  |                                                    |                                                    |                                                    |                                                    |                                                    |                                                    |                          |                          |                                                        |                                                        |                                                        |                                                        |                                                        |                                                        |  |  |                                                                        |                                                                        |                                                                        |                                                                        |                                                                        |                                                                        |  |  |                                      |                                      |                                      |                                      |                                      |                                      |  |  |                |                |                |                |                |                |  |  |
| Marie Josefa ze Sporcku 1723–?          | Marie Josefa ze Sporcku 1723–?          | Marie Josefa ze Sporcku 1723–?          | Marie Josefa ze Sporcku 1723–?          | Marie Josefa ze Sporcku 1723–?          | Marie Josefa ze Sporcku 1723–?          |  |  |                                       |                                       |                                       |                                       | Jan Karel ze Sporcku 1722–1790        | Jan Karel ze Sporcku 1722–1790        | Jan Karel ze Sporcku 1722–1790 | Jan Karel ze Sporcku 1722–1790 | Jan Karel ze Sporcku 1722–1790                     | Jan Karel ze Sporcku 1722–1790                     |                                                    |                                                    | Marie Terezie z Thürheimu † 1756                   | Marie Terezie z Thürheimu † 1756                   | Marie Terezie z Thürheimu † 1756          | Marie Terezie z Thürheimu † 1756          | Marie Terezie z Thürheimu † 1756                | Marie Terezie z Thürheimu † 1756                |                                                 |                                                 |                                                 |                                                 |                                              |                                              |                                                    |                                                    |                                                    |                                                    | Eleonora z Clary-Aldringenu 1860–1936              | Eleonora z Clary-Aldringenu 1860–1936              | Eleonora z Clary-Aldringenu 1860–1936 | Eleonora z Clary-Aldringenu 1860–1936 | Eleonora z Clary-Aldringenu 1860–1936           | Eleonora z Clary-Aldringenu 1860–1936           |                                                 |                                                 | Jan Václav I. ze Sporcku 1724–1804              | Jan Václav I. ze Sporcku 1724–1804              | Jan Václav I. ze Sporcku 1724–1804 | Jan Václav I. ze Sporcku 1724–1804 | Jan Václav I. ze Sporcku 1724–1804      | Jan Václav I. ze Sporcku 1724–1804      |                                         |                                         |                                         |                                         |                                  |                                  |                                                    |                                                    |                                                    |                                                    |                                                    |                                                    |                          |                          |                                                        |                                                        |                                                        |                                                        |                                                        |                                                        |  |  |                                                                        |                                                                        |                                                                        |                                                                        |                                                                        |                                                                        |  |  |                                      |                                      |                                      |                                      |                                      |                                      |  |  |                |                |                |                |                |                |  |  |
|                                         |                                         |                                         |                                         |                                         |                                         |  |  |                                       |                                       |                                       |                                       |                                       |                                       |                                |                                |                                                    |                                                    |                                                    |                                                    |                                                    |                                                    |                                           |                                           |                                                 |                                                 |                                                 |                                                 |                                                 |                                                 |                                              |                                              |                                                    |                                                    |                                                    |                                                    |                                                    |                                                    |                                       |                                       |                                                 |                                                 |                                                 |                                                 |                                                 |                                                 |                                    |                                    |                                         |                                         |                                         |                                         |                                         |                                         |                                  |                                  |                                                    |                                                    |                                                    |                                                    |                                                    |                                                    |                          |                          |                                                        |                                                        |                                                        |                                                        |                                                        |                                                        |  |  |                                                                        |                                                                        |                                                                        |                                                                        |                                                                        |                                                                        |  |  |                                      |                                      |                                      |                                      |                                      |                                      |  |  |                |                |                |                |                |                |  |  |
|                                         |                                         |                                         |                                         |                                         |                                         |  |  |                                       |                                       |                                       |                                       |                                       |                                       |                                |                                |                                                    |                                                    |                                                    |                                                    |                                                    |                                                    |                                           |                                           |                                                 |                                                 |                                                 |                                                 |                                                 |                                                 |                                              |                                              |                                                    |                                                    |                                                    |                                                    |                                                    |                                                    |                                       |                                       |                                                 |                                                 |                                                 |                                                 |                                                 |                                                 |                                    |                                    |                                         |                                         |                                         |                                         |                                         |                                         |                                  |                                  |                                                    |                                                    |                                                    |                                                    |                                                    |                                                    |                          |                          |                                                        |                                                        |                                                        |                                                        |                                                        |                                                        |  |  |                                                                        |                                                                        |                                                                        |                                                                        |                                                                        |                                                                        |  |  |                                      |                                      |                                      |                                      |                                      |                                      |  |  |                |                |                |                |                |                |  |  |
| Kristián Filip z Clam-Gallasu 1748–1805 | Kristián Filip z Clam-Gallasu 1748–1805 | Kristián Filip z Clam-Gallasu 1748–1805 | Kristián Filip z Clam-Gallasu 1748–1805 | Kristián Filip z Clam-Gallasu 1748–1805 | Kristián Filip z Clam-Gallasu 1748–1805 |  |  | Karolína Josefa ze Sporcku 1752–1799  | Karolína Josefa ze Sporcku 1752–1799  | Karolína Josefa ze Sporcku 1752–1799  | Karolína Josefa ze Sporcku 1752–1799  | Karolína Josefa ze Sporcku 1752–1799  | Karolína Josefa ze Sporcku 1752–1799  |                                |                                | Jan Rudolf ze Sporcku 1755–1806                    | Jan Rudolf ze Sporcku 1755–1806                    | Jan Rudolf ze Sporcku 1755–1806                    | Jan Rudolf ze Sporcku 1755–1806                    | Jan Rudolf ze Sporcku 1755–1806                    | Jan Rudolf ze Sporcku 1755–1806                    |                                           |                                           | Valburga ze Sporcku 1753–1813 jeptiška          | Valburga ze Sporcku 1753–1813 jeptiška          | Valburga ze Sporcku 1753–1813 jeptiška          | Valburga ze Sporcku 1753–1813 jeptiška          | Valburga ze Sporcku 1753–1813 jeptiška          | Valburga ze Sporcku 1753–1813 jeptiška          |                                              |                                              |                                                    |                                                    |                                                    |                                                    | Antonie ze Sporcku 1756–?                          | Antonie ze Sporcku 1756–?                          | Antonie ze Sporcku 1756–?             | Antonie ze Sporcku 1756–?             | Antonie ze Sporcku 1756–?                       | Antonie ze Sporcku 1756–?                       |                                                 |                                                 | Ignác Czernetzký                                | Ignác Czernetzký                                | Ignác Czernetzký                   | Ignác Czernetzký                   | Ignác Czernetzký                        | Ignác Czernetzký                        |                                         |                                         |                                         |                                         |                                  |                                  | Marie ze Sporcku 1760–1778                         | Marie ze Sporcku 1760–1778                         | Marie ze Sporcku 1760–1778                         | Marie ze Sporcku 1760–1778                         | Marie ze Sporcku 1760–1778                         | Marie ze Sporcku 1760–1778                         |                          |                          | Jan Zikmund z Gallenbergu                              | Jan Zikmund z Gallenbergu                              | Jan Zikmund z Gallenbergu                              | Jan Zikmund z Gallenbergu                              | Jan Zikmund z Gallenbergu                              | Jan Zikmund z Gallenbergu                              |  |  |                                                                        |                                                                        |                                                                        |                                                                        |                                                                        |                                                                        |  |  |                                      |                                      |                                      |                                      |                                      |                                      |  |  |                |                |                |                |                |                |  |  |
| Kristián Filip z Clam-Gallasu 1748–1805 | Kristián Filip z Clam-Gallasu 1748–1805 | Kristián Filip z Clam-Gallasu 1748–1805 | Kristián Filip z Clam-Gallasu 1748–1805 | Kristián Filip z Clam-Gallasu 1748–1805 | Kristián Filip z Clam-Gallasu 1748–1805 |  |  | Karolína Josefa ze Sporcku 1752–1799  | Karolína Josefa ze Sporcku 1752–1799  | Karolína Josefa ze Sporcku 1752–1799  | Karolína Josefa ze Sporcku 1752–1799  | Karolína Josefa ze Sporcku 1752–1799  | Karolína Josefa ze Sporcku 1752–1799  |                                |                                | Jan Rudolf ze Sporcku 1755–1806                    | Jan Rudolf ze Sporcku 1755–1806                    | Jan Rudolf ze Sporcku 1755–1806                    | Jan Rudolf ze Sporcku 1755–1806                    | Jan Rudolf ze Sporcku 1755–1806                    | Jan Rudolf ze Sporcku 1755–1806                    |                                           |                                           | Valburga ze Sporcku 1753–1813 jeptiška          | Valburga ze Sporcku 1753–1813 jeptiška          | Valburga ze Sporcku 1753–1813 jeptiška          | Valburga ze Sporcku 1753–1813 jeptiška          | Valburga ze Sporcku 1753–1813 jeptiška          | Valburga ze Sporcku 1753–1813 jeptiška          |                                              |                                              |                                                    |                                                    |                                                    |                                                    | Antonie ze Sporcku 1756–?                          | Antonie ze Sporcku 1756–?                          | Antonie ze Sporcku 1756–?             | Antonie ze Sporcku 1756–?             | Antonie ze Sporcku 1756–?                       | Antonie ze Sporcku 1756–?                       |                                                 |                                                 | Ignác Czernetzký                                | Ignác Czernetzký                                | Ignác Czernetzký                   | Ignác Czernetzký                   | Ignác Czernetzký                        | Ignác Czernetzký                        |                                         |                                         |                                         |                                         |                                  |                                  | Marie ze Sporcku 1760–1778                         | Marie ze Sporcku 1760–1778                         | Marie ze Sporcku 1760–1778                         | Marie ze Sporcku 1760–1778                         | Marie ze Sporcku 1760–1778                         | Marie ze Sporcku 1760–1778                         |                          |                          | Jan Zikmund z Gallenbergu                              | Jan Zikmund z Gallenbergu                              | Jan Zikmund z Gallenbergu                              | Jan Zikmund z Gallenbergu                              | Jan Zikmund z Gallenbergu                              | Jan Zikmund z Gallenbergu                              |  |  |                                                                        |                                                                        |                                                                        |                                                                        |                                                                        |                                                                        |  |  |                                      |                                      |                                      |                                      |                                      |                                      |  |  |                |                |                |                |                |                |  |  |
|                                         |                                         |                                         |                                         |                                         |                                         |  |  |                                       |                                       |                                       |                                       |                                       |                                       |                                |                                |                                                    |                                                    |                                                    |                                                    |                                                    |                                                    |                                           |                                           |                                                 |                                                 |                                                 |                                                 |                                                 |                                                 |                                              |                                              |                                                    |                                                    |                                                    |                                                    |                                                    |                                                    |                                       |                                       |                                                 |                                                 |                                                 |                                                 |                                                 |                                                 |                                    |                                    |                                         |                                         |                                         |                                         |                                         |                                         |                                  |                                  |                                                    |                                                    |                                                    |                                                    |                                                    |                                                    |                          |                          |                                                        |                                                        |                                                        |                                                        |                                                        |                                                        |  |  |                                                                        |                                                                        |                                                                        |                                                                        |                                                                        |                                                                        |  |  |                                      |                                      |                                      |                                      |                                      |                                      |  |  |                |                |                |                |                |                |  |  |
|                                         |                                         |                                         |                                         |                                         |                                         |  |  |                                       |                                       |                                       |                                       |                                       |                                       |                                |                                |                                                    |                                                    |                                                    |                                                    |                                                    |                                                    |                                           |                                           |                                                 |                                                 |                                                 |                                                 |                                                 |                                                 |                                              |                                              |                                                    |                                                    |                                                    |                                                    |                                                    |                                                    |                                       |                                       |                                                 |                                                 |                                                 |                                                 |                                                 |                                                 |                                    |                                    |                                         |                                         |                                         |                                         |                                         |                                         |                                  |                                  |                                                    |                                                    |                                                    |                                                    |                                                    |                                                    |                          |                          |                                                        |                                                        |                                                        |                                                        |                                                        |                                                        |  |  |                                                                        |                                                                        |                                                                        |                                                                        |                                                                        |                                                                        |  |  |                                      |                                      |                                      |                                      |                                      |                                      |  |  |                |                |                |                |                |                |  |  |
|                                         |                                         |                                         |                                         |                                         |                                         |  |  |                                       |                                       |                                       |                                       |                                       |                                       |                                |                                |                                                    |                                                    |                                                    |                                                    |                                                    |                                                    | I. Aloisie Josefa z Gabelkofenu 1769–1788 | I. Aloisie Josefa z Gabelkofenu 1769–1788 | I. Aloisie Josefa z Gabelkofenu 1769–1788       | I. Aloisie Josefa z Gabelkofenu 1769–1788       | I. Aloisie Josefa z Gabelkofenu 1769–1788       | I. Aloisie Josefa z Gabelkofenu 1769–1788       |                                                 |                                                 | Jan Václav II. ze Sporcku 1754–1828          | Jan Václav II. ze Sporcku 1754–1828          | Jan Václav II. ze Sporcku 1754–1828                | Jan Václav II. ze Sporcku 1754–1828                | Jan Václav II. ze Sporcku 1754–1828                | Jan Václav II. ze Sporcku 1754–1828                |                                                    |                                                    | II. Rozálie z Langendorfu 1170–1836   | II. Rozálie z Langendorfu 1170–1836   | II. Rozálie z Langendorfu 1170–1836             | II. Rozálie z Langendorfu 1170–1836             | II. Rozálie z Langendorfu 1170–1836             | II. Rozálie z Langendorfu 1170–1836             |                                                 |                                                 |                                    |                                    |                                         |                                         | Jan Leopold ze Sporcku 1758–1841        | Jan Leopold ze Sporcku 1758–1841        | Jan Leopold ze Sporcku 1758–1841        | Jan Leopold ze Sporcku 1758–1841        | Jan Leopold ze Sporcku 1758–1841 | Jan Leopold ze Sporcku 1758–1841 |                                                    |                                                    | hraběnka Regasová † 1845                           | hraběnka Regasová † 1845                           | hraběnka Regasová † 1845                           | hraběnka Regasová † 1845                           | hraběnka Regasová † 1845 | hraběnka Regasová † 1845 |                                                        |                                                        |                                                        |                                                        |                                                        |                                                        |  |  |                                                                        |                                                                        |                                                                        |                                                                        |                                                                        |                                                                        |  |  |                                      |                                      |                                      |                                      |                                      |                                      |  |  |                |                |                |                |                |                |  |  |
|                                         |                                         |                                         |                                         |                                         |                                         |  |  |                                       |                                       |                                       |                                       |                                       |                                       |                                |                                |                                                    |                                                    |                                                    |                                                    |                                                    |                                                    | I. Aloisie Josefa z Gabelkofenu 1769–1788 | I. Aloisie Josefa z Gabelkofenu 1769–1788 | I. Aloisie Josefa z Gabelkofenu 1769–1788       | I. Aloisie Josefa z Gabelkofenu 1769–1788       | I. Aloisie Josefa z Gabelkofenu 1769–1788       | I. Aloisie Josefa z Gabelkofenu 1769–1788       |                                                 |                                                 | Jan Václav II. ze Sporcku 1754–1828          | Jan Václav II. ze Sporcku 1754–1828          | Jan Václav II. ze Sporcku 1754–1828                | Jan Václav II. ze Sporcku 1754–1828                | Jan Václav II. ze Sporcku 1754–1828                | Jan Václav II. ze Sporcku 1754–1828                |                                                    |                                                    | II. Rozálie z Langendorfu 1170–1836   | II. Rozálie z Langendorfu 1170–1836   | II. Rozálie z Langendorfu 1170–1836             | II. Rozálie z Langendorfu 1170–1836             | II. Rozálie z Langendorfu 1170–1836             | II. Rozálie z Langendorfu 1170–1836             |                                                 |                                                 |                                    |                                    |                                         |                                         | Jan Leopold ze Sporcku 1758–1841        | Jan Leopold ze Sporcku 1758–1841        | Jan Leopold ze Sporcku 1758–1841        | Jan Leopold ze Sporcku 1758–1841        | Jan Leopold ze Sporcku 1758–1841 | Jan Leopold ze Sporcku 1758–1841 |                                                    |                                                    | hraběnka Regasová † 1845                           | hraběnka Regasová † 1845                           | hraběnka Regasová † 1845                           | hraběnka Regasová † 1845                           | hraběnka Regasová † 1845 | hraběnka Regasová † 1845 |                                                        |                                                        |                                                        |                                                        |                                                        |                                                        |  |  |                                                                        |                                                                        |                                                                        |                                                                        |                                                                        |                                                                        |  |  |                                      |                                      |                                      |                                      |                                      |                                      |  |  |                |                |                |                |                |                |  |  |
|                                         |                                         |                                         |                                         |                                         |                                         |  |  |                                       |                                       |                                       |                                       |                                       |                                       |                                |                                |                                                    |                                                    |                                                    |                                                    |                                                    |                                                    |                                           |                                           |                                                 |                                                 |                                                 |                                                 |                                                 |                                                 |                                              |                                              |                                                    |                                                    |                                                    |                                                    |                                                    |                                                    |                                       |                                       |                                                 |                                                 |                                                 |                                                 |                                                 |                                                 |                                    |                                    |                                         |                                         |                                         |                                         |                                         |                                         |                                  |                                  |                                                    |                                                    |                                                    |                                                    |                                                    |                                                    |                          |                          |                                                        |                                                        |                                                        |                                                        |                                                        |                                                        |  |  |                                                                        |                                                                        |                                                                        |                                                                        |                                                                        |                                                                        |  |  |                                      |                                      |                                      |                                      |                                      |                                      |  |  |                |                |                |                |                |                |  |  |
|                                         |                                         |                                         |                                         |                                         |                                         |  |  |                                       |                                       |                                       |                                       |                                       |                                       |                                |                                |                                                    |                                                    |                                                    |                                                    |                                                    |                                                    |                                           |                                           |                                                 |                                                 |                                                 |                                                 |                                                 |                                                 |                                              |                                              |                                                    |                                                    |                                                    |                                                    |                                                    |                                                    |                                       |                                       |                                                 |                                                 |                                                 |                                                 |                                                 |                                                 |                                    |                                    |                                         |                                         |                                         |                                         |                                         |                                         |                                  |                                  |                                                    |                                                    |                                                    |                                                    |                                                    |                                                    |                          |                          |                                                        |                                                        |                                                        |                                                        |                                                        |                                                        |  |  |                                                                        |                                                                        |                                                                        |                                                                        |                                                                        |                                                                        |  |  |                                      |                                      |                                      |                                      |                                      |                                      |  |  |                |                |                |                |                |                |  |  |
|                                         |                                         |                                         |                                         |                                         |                                         |  |  | Eleonora ze Sporcku 1792–?            | Eleonora ze Sporcku 1792–?            | Eleonora ze Sporcku 1792–?            | Eleonora ze Sporcku 1792–?            | Eleonora ze Sporcku 1792–?            | Eleonora ze Sporcku 1792–?            |                                |                                | Jan Josef ze Sporcku 1795–1850                     | Jan Josef ze Sporcku 1795–1850                     | Jan Josef ze Sporcku 1795–1850                     | Jan Josef ze Sporcku 1795–1850                     | Jan Josef ze Sporcku 1795–1850                     | Jan Josef ze Sporcku 1795–1850                     |                                           |                                           | Valburga Věžníková z Věžník † 1877              | Valburga Věžníková z Věžník † 1877              | Valburga Věžníková z Věžník † 1877              | Valburga Věžníková z Věžník † 1877              | Valburga Věžníková z Věžník † 1877              | Valburga Věžníková z Věžník † 1877              |                                              |                                              | Václav ze Sporcku 1797–?                           | Václav ze Sporcku 1797–?                           | Václav ze Sporcku 1797–?                           | Václav ze Sporcku 1797–?                           | Václav ze Sporcku 1797–?                           | Václav ze Sporcku 1797–?                           |                                       |                                       | Severin ze Sporcku 1799–?                       | Severin ze Sporcku 1799–?                       | Severin ze Sporcku 1799–?                       | Severin ze Sporcku 1799–?                       | Severin ze Sporcku 1799–?                       | Severin ze Sporcku 1799–?                       |                                    |                                    |                                         |                                         |                                         |                                         |                                         |                                         | Rudolf ze Sporcku † ve 20 letech | Rudolf ze Sporcku † ve 20 letech | Rudolf ze Sporcku † ve 20 letech                   | Rudolf ze Sporcku † ve 20 letech                   | Rudolf ze Sporcku † ve 20 letech                   | Rudolf ze Sporcku † ve 20 letech                   |                                                    |                                                    |                          |                          |                                                        |                                                        |                                                        |                                                        |                                                        |                                                        |  |  |                                                                        |                                                                        |                                                                        |                                                                        |                                                                        |                                                                        |  |  |                                      |                                      |                                      |                                      |                                      |                                      |  |  |                |                |                |                |                |                |  |  |
|                                         |                                         |                                         |                                         |                                         |                                         |  |  | Eleonora ze Sporcku 1792–?            | Eleonora ze Sporcku 1792–?            | Eleonora ze Sporcku 1792–?            | Eleonora ze Sporcku 1792–?            | Eleonora ze Sporcku 1792–?            | Eleonora ze Sporcku 1792–?            |                                |                                | Jan Josef ze Sporcku 1795–1850                     | Jan Josef ze Sporcku 1795–1850                     | Jan Josef ze Sporcku 1795–1850                     | Jan Josef ze Sporcku 1795–1850                     | Jan Josef ze Sporcku 1795–1850                     | Jan Josef ze Sporcku 1795–1850                     |                                           |                                           | Valburga Věžníková z Věžník † 1877              | Valburga Věžníková z Věžník † 1877              | Valburga Věžníková z Věžník † 1877              | Valburga Věžníková z Věžník † 1877              | Valburga Věžníková z Věžník † 1877              | Valburga Věžníková z Věžník † 1877              |                                              |                                              | Václav ze Sporcku 1797–?                           | Václav ze Sporcku 1797–?                           | Václav ze Sporcku 1797–?                           | Václav ze Sporcku 1797–?                           | Václav ze Sporcku 1797–?                           | Václav ze Sporcku 1797–?                           |                                       |                                       | Severin ze Sporcku 1799–?                       | Severin ze Sporcku 1799–?                       | Severin ze Sporcku 1799–?                       | Severin ze Sporcku 1799–?                       | Severin ze Sporcku 1799–?                       | Severin ze Sporcku 1799–?                       |                                    |                                    |                                         |                                         |                                         |                                         |                                         |                                         | Rudolf ze Sporcku † ve 20 letech | Rudolf ze Sporcku † ve 20 letech | Rudolf ze Sporcku † ve 20 letech                   | Rudolf ze Sporcku † ve 20 letech                   | Rudolf ze Sporcku † ve 20 letech                   | Rudolf ze Sporcku † ve 20 letech                   |                                                    |                                                    |                          |                          |                                                        |                                                        |                                                        |                                                        |                                                        |                                                        |  |  |                                                                        |                                                                        |                                                                        |                                                                        |                                                                        |                                                                        |  |  |                                      |                                      |                                      |                                      |                                      |                                      |  |  |                |                |                |                |                |                |  |  |
|                                         |                                         |                                         |                                         |                                         |                                         |  |  |                                       |                                       |                                       |                                       |                                       |                                       |                                |                                |                                                    |                                                    |                                                    |                                                    |                                                    |                                                    |                                           |                                           |                                                 |                                                 |                                                 |                                                 |                                                 |                                                 |                                              |                                              |                                                    |                                                    |                                                    |                                                    |                                                    |                                                    |                                       |                                       |                                                 |                                                 |                                                 |                                                 |                                                 |                                                 |                                    |                                    |                                         |                                         |                                         |                                         |                                         |                                         |                                  |                                  |                                                    |                                                    |                                                    |                                                    |                                                    |                                                    |                          |                          |                                                        |                                                        |                                                        |                                                        |                                                        |                                                        |  |  |                                                                        |                                                                        |                                                                        |                                                                        |                                                                        |                                                                        |  |  |                                      |                                      |                                      |                                      |                                      |                                      |  |  |                |                |                |                |                |                |  |  |
|                                         |                                         |                                         |                                         |                                         |                                         |  |  |                                       |                                       |                                       |                                       |                                       |                                       |                                |                                |                                                    |                                                    |                                                    |                                                    |                                                    |                                                    |                                           |                                           |                                                 |                                                 |                                                 |                                                 |                                                 |                                                 |                                              |                                              |                                                    |                                                    |                                                    |                                                    |                                                    |                                                    |                                       |                                       |                                                 |                                                 |                                                 |                                                 |                                                 |                                                 |                                    |                                    |                                         |                                         |                                         |                                         |                                         |                                         |                                  |                                  |                                                    |                                                    |                                                    |                                                    |                                                    |                                                    |                          |                          |                                                        |                                                        |                                                        |                                                        |                                                        |                                                        |  |  |                                                                        |                                                                        |                                                                        |                                                                        |                                                                        |                                                                        |  |  |                                      |                                      |                                      |                                      |                                      |                                      |  |  |                |                |                |                |                |                |  |  |
| Leopolda Rozálie ze Sporcku 1830–?      | Leopolda Rozálie ze Sporcku 1830–?      | Leopolda Rozálie ze Sporcku 1830–?      | Leopolda Rozálie ze Sporcku 1830–?      | Leopolda Rozálie ze Sporcku 1830–?      | Leopolda Rozálie ze Sporcku 1830–?      |  |  | Gabriela ze Sporcku 1832–?            | Gabriela ze Sporcku 1832–?            | Gabriela ze Sporcku 1832–?            | Gabriela ze Sporcku 1832–?            | Gabriela ze Sporcku 1832–?            | Gabriela ze Sporcku 1832–?            |                                |                                | Eduard ze Sporcku 1828–1908                        | Eduard ze Sporcku 1828–1908                        | Eduard ze Sporcku 1828–1908                        | Eduard ze Sporcku 1828–1908                        | Eduard ze Sporcku 1828–1908                        | Eduard ze Sporcku 1828–1908                        |                                           |                                           | Jana z Madru 1832–1907                          | Jana z Madru 1832–1907                          | Jana z Madru 1832–1907                          | Jana z Madru 1832–1907                          | Jana z Madru 1832–1907                          | Jana z Madru 1832–1907                          |                                              |                                              | 16. Rudolf ze Sporcku 1839–1904                    | 16. Rudolf ze Sporcku 1839–1904                    | 16. Rudolf ze Sporcku 1839–1904                    | 16. Rudolf ze Sporcku 1839–1904                    | 16. Rudolf ze Sporcku 1839–1904                    | 16. Rudolf ze Sporcku 1839–1904                    |                                       |                                       | Ferdinand ze Sporcku 1848–1928 ultimus familiae | Ferdinand ze Sporcku 1848–1928 ultimus familiae | Ferdinand ze Sporcku 1848–1928 ultimus familiae | Ferdinand ze Sporcku 1848–1928 ultimus familiae | Ferdinand ze Sporcku 1848–1928 ultimus familiae | Ferdinand ze Sporcku 1848–1928 ultimus familiae |                                    |                                    | Anna Šmarkalová † 1908                  | Anna Šmarkalová † 1908                  | Anna Šmarkalová † 1908                  | Anna Šmarkalová † 1908                  | Anna Šmarkalová † 1908                  | Anna Šmarkalová † 1908                  |                                  |                                  | Rozálie (Anna Marie) ze Sporcku 1833–1909          | Rozálie (Anna Marie) ze Sporcku 1833–1909          | Rozálie (Anna Marie) ze Sporcku 1833–1909          | Rozálie (Anna Marie) ze Sporcku 1833–1909          | Rozálie (Anna Marie) ze Sporcku 1833–1909          | Rozálie (Anna Marie) ze Sporcku 1833–1909          |                          |                          | František Adam Wratislav z Mitrovic 1823–1858          | František Adam Wratislav z Mitrovic 1823–1858          | František Adam Wratislav z Mitrovic 1823–1858          | František Adam Wratislav z Mitrovic 1823–1858          | František Adam Wratislav z Mitrovic 1823–1858          | František Adam Wratislav z Mitrovic 1823–1858          |  |  | Marie Barbora Františka ze Sporcku 1844–? Tereziánský ústav šlechtičen | Marie Barbora Františka ze Sporcku 1844–? Tereziánský ústav šlechtičen | Marie Barbora Františka ze Sporcku 1844–? Tereziánský ústav šlechtičen | Marie Barbora Františka ze Sporcku 1844–? Tereziánský ústav šlechtičen | Marie Barbora Františka ze Sporcku 1844–? Tereziánský ústav šlechtičen | Marie Barbora Františka ze Sporcku 1844–? Tereziánský ústav šlechtičen |  |  | Anna Marie Pavlína ze Sporcku 1836–? | Anna Marie Pavlína ze Sporcku 1836–? | Anna Marie Pavlína ze Sporcku 1836–? | Anna Marie Pavlína ze Sporcku 1836–? | Anna Marie Pavlína ze Sporcku 1836–? | Anna Marie Pavlína ze Sporcku 1836–? |  |  | Jan z Neuburgu | Jan z Neuburgu | Jan z Neuburgu | Jan z Neuburgu | Jan z Neuburgu | Jan z Neuburgu |  |  |
| Leopolda Rozálie ze Sporcku 1830–?      | Leopolda Rozálie ze Sporcku 1830–?      | Leopolda Rozálie ze Sporcku 1830–?      | Leopolda Rozálie ze Sporcku 1830–?      | Leopolda Rozálie ze Sporcku 1830–?      | Leopolda Rozálie ze Sporcku 1830–?      |  |  | Gabriela ze Sporcku 1832–?            | Gabriela ze Sporcku 1832–?            | Gabriela ze Sporcku 1832–?            | Gabriela ze Sporcku 1832–?            | Gabriela ze Sporcku 1832–?            | Gabriela ze Sporcku 1832–?            |                                |                                | Eduard ze Sporcku 1828–1908                        | Eduard ze Sporcku 1828–1908                        | Eduard ze Sporcku 1828–1908                        | Eduard ze Sporcku 1828–1908                        | Eduard ze Sporcku 1828–1908                        | Eduard ze Sporcku 1828–1908                        |                                           |                                           | Jana z Madru 1832–1907                          | Jana z Madru 1832–1907                          | Jana z Madru 1832–1907                          | Jana z Madru 1832–1907                          | Jana z Madru 1832–1907                          | Jana z Madru 1832–1907                          |                                              |                                              | 16. Rudolf ze Sporcku 1839–1904                    | 16. Rudolf ze Sporcku 1839–1904                    | 16. Rudolf ze Sporcku 1839–1904                    | 16. Rudolf ze Sporcku 1839–1904                    | 16. Rudolf ze Sporcku 1839–1904                    | 16. Rudolf ze Sporcku 1839–1904                    |                                       |                                       | Ferdinand ze Sporcku 1848–1928 ultimus familiae | Ferdinand ze Sporcku 1848–1928 ultimus familiae | Ferdinand ze Sporcku 1848–1928 ultimus familiae | Ferdinand ze Sporcku 1848–1928 ultimus familiae | Ferdinand ze Sporcku 1848–1928 ultimus familiae | Ferdinand ze Sporcku 1848–1928 ultimus familiae |                                    |                                    | Anna Šmarkalová † 1908                  | Anna Šmarkalová † 1908                  | Anna Šmarkalová † 1908                  | Anna Šmarkalová † 1908                  | Anna Šmarkalová † 1908                  | Anna Šmarkalová † 1908                  |                                  |                                  | Rozálie (Anna Marie) ze Sporcku 1833–1909          | Rozálie (Anna Marie) ze Sporcku 1833–1909          | Rozálie (Anna Marie) ze Sporcku 1833–1909          | Rozálie (Anna Marie) ze Sporcku 1833–1909          | Rozálie (Anna Marie) ze Sporcku 1833–1909          | Rozálie (Anna Marie) ze Sporcku 1833–1909          |                          |                          | František Adam Wratislav z Mitrovic 1823–1858          | František Adam Wratislav z Mitrovic 1823–1858          | František Adam Wratislav z Mitrovic 1823–1858          | František Adam Wratislav z Mitrovic 1823–1858          | František Adam Wratislav z Mitrovic 1823–1858          | František Adam Wratislav z Mitrovic 1823–1858          |  |  | Marie Barbora Františka ze Sporcku 1844–? Tereziánský ústav šlechtičen | Marie Barbora Františka ze Sporcku 1844–? Tereziánský ústav šlechtičen | Marie Barbora Františka ze Sporcku 1844–? Tereziánský ústav šlechtičen | Marie Barbora Františka ze Sporcku 1844–? Tereziánský ústav šlechtičen | Marie Barbora Františka ze Sporcku 1844–? Tereziánský ústav šlechtičen | Marie Barbora Františka ze Sporcku 1844–? Tereziánský ústav šlechtičen |  |  | Anna Marie Pavlína ze Sporcku 1836–? | Anna Marie Pavlína ze Sporcku 1836–? | Anna Marie Pavlína ze Sporcku 1836–? | Anna Marie Pavlína ze Sporcku 1836–? | Anna Marie Pavlína ze Sporcku 1836–? | Anna Marie Pavlína ze Sporcku 1836–? |  |  | Jan z Neuburgu | Jan z Neuburgu | Jan z Neuburgu | Jan z Neuburgu | Jan z Neuburgu | Jan z Neuburgu |  |  |
|                                         |                                         |                                         |                                         |                                         |                                         |  |  |                                       |                                       |                                       |                                       |                                       |                                       |                                |                                |                                                    |                                                    |                                                    |                                                    |                                                    |                                                    |                                           |                                           |                                                 |                                                 |                                                 |                                                 |                                                 |                                                 |                                              |                                              |                                                    |                                                    |                                                    |                                                    |                                                    |                                                    |                                       |                                       |                                                 |                                                 |                                                 |                                                 |                                                 |                                                 |                                    |                                    |                                         |                                         |                                         |                                         |                                         |                                         |                                  |                                  |                                                    |                                                    |                                                    |                                                    |                                                    |                                                    |                          |                          |                                                        |                                                        |                                                        |                                                        |                                                        |                                                        |  |  |                                                                        |                                                                        |                                                                        |                                                                        |                                                                        |                                                                        |  |  |                                      |                                      |                                      |                                      |                                      |                                      |  |  |                |                |                |                |                |                |  |  |
|                                         |                                         |                                         |                                         |                                         |                                         |  |  |                                       |                                       |                                       |                                       |                                       |                                       |                                |                                |                                                    |                                                    |                                                    |                                                    |                                                    |                                                    |                                           |                                           |                                                 |                                                 |                                                 |                                                 |                                                 |                                                 |                                              |                                              |                                                    |                                                    |                                                    |                                                    |                                                    |                                                    |                                       |                                       |                                                 |                                                 |                                                 |                                                 |                                                 |                                                 |                                    |                                    |                                         |                                         |                                         |                                         |                                         |                                         |                                  |                                  |                                                    |                                                    |                                                    |                                                    |                                                    |                                                    |                          |                          |                                                        |                                                        |                                                        |                                                        |                                                        |                                                        |  |  |                                                                        |                                                                        |                                                                        |                                                                        |                                                                        |                                                                        |  |  |                                      |                                      |                                      |                                      |                                      |                                      |  |  |                |                |                |                |                |                |  |  |
|                                         |                                         |                                         |                                         |                                         |                                         |  |  |                                       |                                       |                                       |                                       |                                       |                                       | Josef ze Sporcku 1858–1881     | Josef ze Sporcku 1858–1881     | Josef ze Sporcku 1858–1881                         | Josef ze Sporcku 1858–1881                         | Josef ze Sporcku 1858–1881                         | Josef ze Sporcku 1858–1881                         |                                                    |                                                    | Eleonora Valburga ze Sporcku 1862–1944    | Eleonora Valburga ze Sporcku 1862–1944    | Eleonora Valburga ze Sporcku 1862–1944          | Eleonora Valburga ze Sporcku 1862–1944          | Eleonora Valburga ze Sporcku 1862–1944          | Eleonora Valburga ze Sporcku 1862–1944          |                                                 |                                                 | Ferdinanda Žofie Josefa ze Sporcku 1863–1926 | Ferdinanda Žofie Josefa ze Sporcku 1863–1926 | Ferdinanda Žofie Josefa ze Sporcku 1863–1926       | Ferdinanda Žofie Josefa ze Sporcku 1863–1926       | Ferdinanda Žofie Josefa ze Sporcku 1863–1926       | Ferdinanda Žofie Josefa ze Sporcku 1863–1926       |                                                    |                                                    |                                       |                                       |                                                 |                                                 |                                                 |                                                 |                                                 |                                                 |                                    |                                    |                                         |                                         |                                         |                                         |                                         |                                         |                                  |                                  |                                                    |                                                    |                                                    |                                                    |                                                    |                                                    |                          |                          |                                                        |                                                        |                                                        |                                                        |                                                        |                                                        |  |  |                                                                        |                                                                        |                                                                        |                                                                        |                                                                        |                                                                        |  |  |                                      |                                      |                                      |                                      |                                      |                                      |  |  |                |                |                |                |                |                |  |  |
|                                         |                                         |                                         |                                         |                                         |                                         |  |  |                                       |                                       |                                       |                                       |                                       |                                       | Josef ze Sporcku 1858–1881     | Josef ze Sporcku 1858–1881     | Josef ze Sporcku 1858–1881                         | Josef ze Sporcku 1858–1881                         | Josef ze Sporcku 1858–1881                         | Josef ze Sporcku 1858–1881                         |                                                    |                                                    | Eleonora Valburga ze Sporcku 1862–1944    | Eleonora Valburga ze Sporcku 1862–1944    | Eleonora Valburga ze Sporcku 1862–1944          | Eleonora Valburga ze Sporcku 1862–1944          | Eleonora Valburga ze Sporcku 1862–1944          | Eleonora Valburga ze Sporcku 1862–1944          |                                                 |                                                 | Ferdinanda Žofie Josefa ze Sporcku 1863–1926 | Ferdinanda Žofie Josefa ze Sporcku 1863–1926 | Ferdinanda Žofie Josefa ze Sporcku 1863–1926       | Ferdinanda Žofie Josefa ze Sporcku 1863–1926       | Ferdinanda Žofie Josefa ze Sporcku 1863–1926       | Ferdinanda Žofie Josefa ze Sporcku 1863–1926       |                                                    |                                                    |                                       |                                       |                                                 |                                                 |                                                 |                                                 |                                                 |                                                 |                                    |                                    |                                         |                                         |                                         |                                         |                                         |                                         |                                  |                                  |                                                    |                                                    |                                                    |                                                    |                                                    |                                                    |                          |                          |                                                        |                                                        |                                                        |                                                        |                                                        |                                                        |  |  |                                                                        |                                                                        |                                                                        |                                                                        |                                                                        |                                                                        |  |  |                                      |                                      |                                      |                                      |                                      |                                      |  |  |                |                |                |                |                |                |  |  |

#### Swéerts-Sporckové
Bude doplněno.